# Ку-клукс-клан
Ку-Клукс-Клан або Невидима імперія Півдня (англ. Ku Klux Klan), скорочено ККК — назва кількох расистських та терористичних організацій в США, здебільшого на півдні. З цією організацією пов'язують появу поняття «Суд Лінча».
Перший клан, створений на хвилі громадянської війни, був визначальною організацією епохи Реконструкції. Федеральні правоохоронні органи почали вживати заходів проти нього приблизно в 1871 році. Клан намагався повалити республіканські уряди штатів на Півдні, особливо за допомогою залякування виборців і цілеспрямованого насильства проти чорношкірих лідерів. Клан був організований у численні незалежні відділи на півдні Сполучених Штатів. Кожен осередок був автономним і дуже секретним щодо членства та планів. Члени робили свої власні, часто барвисті, костюми: мантії, маски та гострокінцеві капелюхи, розроблені, щоб наводити жах і приховувати їхню особу.
Другий клан виник у 1915 році як невелика група в Джорджії. Він раптово почав зростати після 1920 року і процвітав по всій країні на початку та в середині 1920-х років, включаючи міські райони Середнього Заходу та Заходу. Натхненний німим фільмом Д. У. Гріффіта «Народження нації» 1915 року, який міфологізував заснування першого клану, він застосував маркетингові методи та популярну братську організаційну структуру. Вкорінений у місцевих протестантських громадах, він прагнув зберегти верховенство білої раси та «захистити» білих англосаксонських протестантів, часто займав позицію про заборону та виступав проти євреїв, водночас підкреслюючи свою опозицію до нібито політичної влади Папи та католицької церкви. Цей другий клан процвітав як у південних, так і в північних штатах; він фінансувався за рахунок ініціаційних внесків і продажу своїм членам стандартних білих костюмів. Капітули не мали внесків. Він використовував K-слова, схожі на ті, що використовувалися першим кланом, додаючи спалення хрестів і масові паради для залякування інших. У другій половині 1920-х років він швидко занепав.
Третій і нинішній прояв ККК виник у 1946 році в формі локалізованих і ізольованих груп, які використовують назву ККК. Третій клан на відміну від другого, позиціонує себе на захисті всіх білих християн не залежно від конфесії. Вони зосередилися на протистоянні руху за громадянські права, часто використовуючи насильство та вбивства для придушення активістів. Антидифамаційна ліга та Юридичний центр південної бідності класифікують цей прояв як групу ненависті. Станом на 2016 рік Антидифамаційна ліга оцінює загальну кількість членів KKK по всій країні приблизно в 3000, тоді як Південний центр права бідності оцінює загальну кількість членів у 6000.
Друге і третє втілення Ку-клукс-клану часто посилалися на міфологізоване сприйняття «англосаксонської» крові Америки, повертаючись до нативізму 19-го століття. Хоча члени ККК присягають підтримувати християнську мораль, християнські деномінації широко їх засуджують.

## Передісторія
До появи ККК на Півдні США існувала велика кількість таємних терористичних організацій, які влаштовували напади на темношкірих людей, офіцерів військ і солдатів федерації. Створена плантаторами на Півдні система терору мала високий ступінь організованості. З часів Громадянської війни збереглися кілька назв таких організацій: «Соціальний союз», «Блакитні ложі», «Сини Півдня», «Вогненні хрести», «Білі ліги». Популярним було товариство «Лицарі золотого кола», яке налічувало 115 тисяч осіб. Проте всі вони зникли наприкінці 1860-х, багато в чому через сувору політику й жорсткі закони, прийняті американським урядом на Півдні після Громадянської війни.

## Передумови для появи організації
Громадянська війна мала дуже сильний вплив на погляди населення США того часу. Реконструкція (1865–1877), що почалася на Півдні після його поразки, сильно змінила відносини чорного й білого населення країни, які вже склалися.

## Перший клан: 1865—1871

### Створення та найменування
Шість ветеранів Конфедерації з Пуласкі, штат Теннессі, створили оригінальний Ку-клукс-клан 24 грудня 1865 року, незабаром після Громадянської війни, під час Реконструкції Півдня. Група була відома протягом короткого часу як «Kuklux Clan». Ку-клукс-клан був однією з низки таємних, зобов'язаних присягою організацій, що використовували насильство, до яких також входили Південний Хрест у Новому Орлеані (1865) та Лицарі Білої Камелії (1867) у Луїзіані.
Історики зазвичай класифікують KKK як частину повстанського насильства після громадянської війни, пов'язаного не лише з великою кількістю ветеранів серед населення, але й з їхніми зусиллями контролювати різко змінену соціальну ситуацію, використовуючи позасудові засоби для відновлення переваги білих. У 1866 році губернатор Міссісіпі Вільям Л. Шаркі повідомив, що безлад, відсутність контролю та беззаконня були широко поширені; у деяких штатах збройні загони солдатів Конфедерації кочували за бажанням. Клан використовував публічне насильство проти темношкірих та їхніх союзників як залякування. Вони спалювали будинки, нападали і вбивали чорних, залишаючи їхні тіла на дорогах.

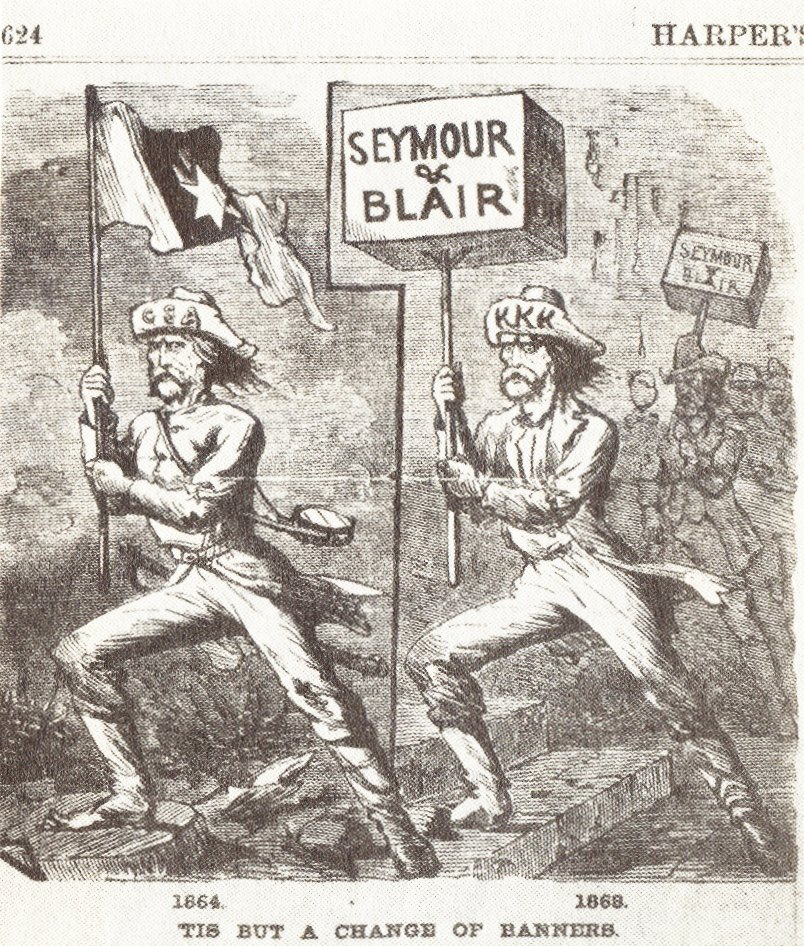
Цей малюнок Френка Белью пов'язує Демократичну партію з відділенням і Конфедерацією

На зустрічі 1867 року в Нешвіллі, штат Теннессі, члени клану зібралися, щоб спробувати створити ієрархічну організацію з місцевими осередками, які зрештою підпорядковуватимуться національному штабу. Оскільки більшість членів Клану були ветеранами, вони звикли до такої військової ієрархії, але Клан ніколи не діяв у цій централізованій структурі. Місцеві відділи та групи були дуже незалежними.

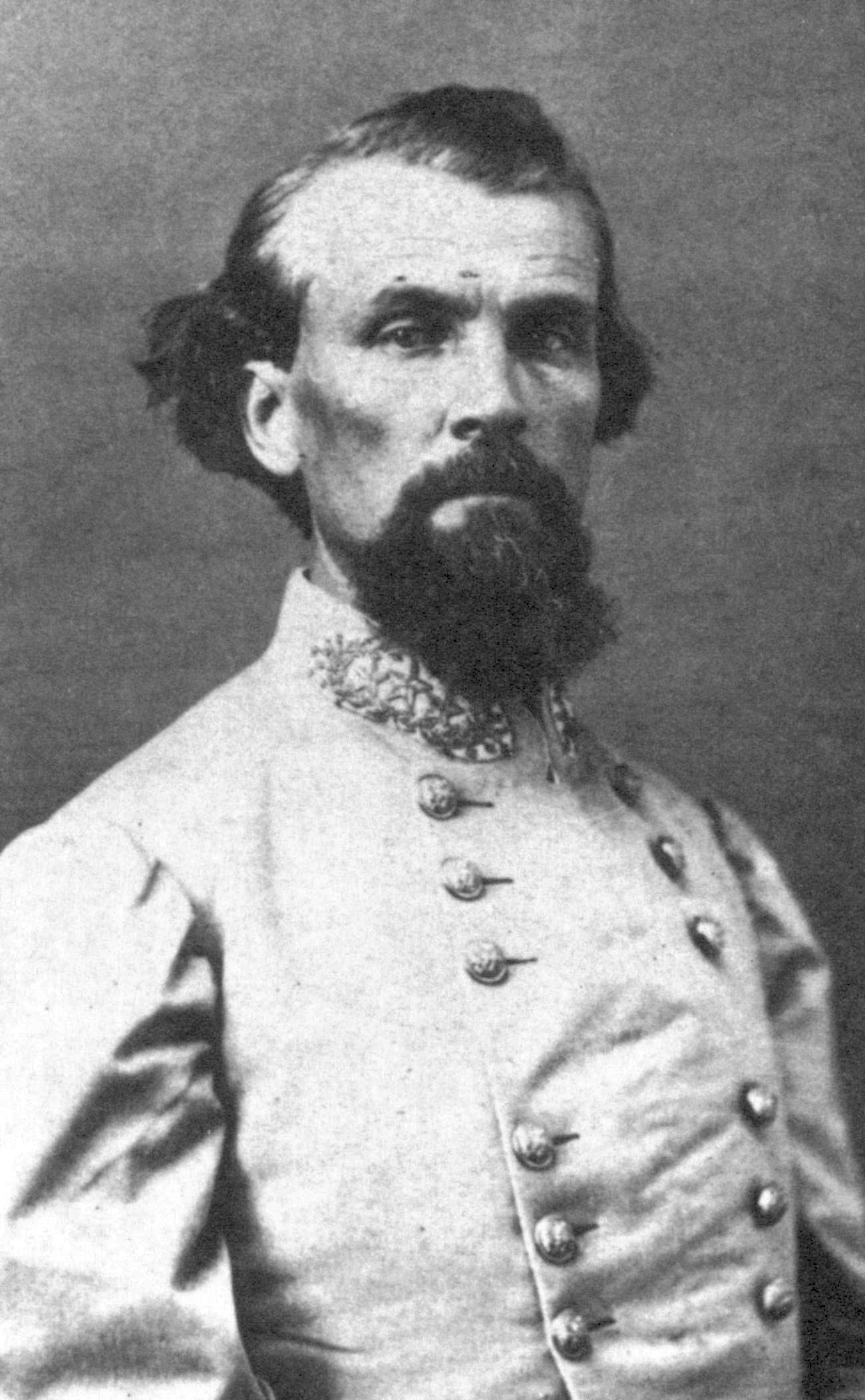
Натан Бедфорд Форрест

Колишній бригадний генерал Конфедерації Джордж Гордон розробив Припис, який підтримував віру в перевагу білої раси. Наприклад, заявника слід запитати, чи підтримує він «уряд білої людини», «повторне отримання виборчих прав і емансипацію білих людей Півдня, а також повернення жителям Півдня всіх їхніх прав». Останнє є посиланням на Присягу залізних бронезахисників, яка позбавила права голосу білих осіб, які відмовилися присягнути, що вони не брали зброї проти Союзу.
Генерал Конфедерації Натан Бедфорд Форрест був обраний першим великим чарівником і заявив, що він є національним лідером Клану. В газетному інтерв'ю 1868 року Форрест заявив, що головна опозиція Клану була проти Ліг вірних, республіканських урядів штатів, таких людей, як губернатор Теннессі Вільям Ганнавей Браунлоу та інших «килимників» і «шахраїв». Він стверджував, що багато жителів півдня вірили, що темношкірі голосували за Республіканську партію, тому що їх обманювали Лояльні ліги. Один редактор газети Алабами заявив: «Ліга — це не що інше, як негр Ку-клукс-клан».
Незважаючи на роботу Гордона та Форреста, місцеві підрозділи клану ніколи не прийняли Припис і продовжували діяти автономно. Ніколи не було ієрархічних рівнів чи державних штабів. Члени клану використовували насильство, щоб залагодити давні особисті ворожнечі та місцеві образи, працюючи над відновленням загального панування білих у зруйнованому післявоєнному суспільстві. Історик Елейн Франц Парсонс описує членство:

Зняття маски клану виявило хаотичну множину античорних груп пильності, незадоволених бідних білих фермерів, партизанських загонів часів війни, переміщених політиків-демократів, нелегальних винокурів віскі, примусових моральних реформаторів, садистів, ґвалтівників, білих робітників, які бояться чорної конкуренції, роботодавців, які намагаються дотримання трудової дисципліни, звичайні злодії, сусіди з десятиліттями образ, і навіть кілька вільновідпущеників і білих республіканців, які об'єдналися з білими демократами або мали власні кримінальні плани. Справді, все, що їх об'єднувало, окрім того, що вони переважно були білими, південними та демократичними, полягало в тому, що вони називали себе або їх називали членами клану. 
Історик Ерік Фонер зазначив: «Насправді Клан був військовою силою, яка служила інтересам Демократичної партії, класу плантаторів і всіх тих, хто бажав відновлення панування білих. Його цілі були політичними, але політичними в найширшому сенсі, оскільки вона прагнула вплинути на відносини влади, як публічні, так і приватні, у всьому південному суспільстві. Вона мала на меті повернути назад взаємозв'язані зміни, що охопили Південь під час Реконструкції: знищити інфраструктуру Республіканської партії, підірвати державні Реконструкції, відновити контроль над чорною робочою силою та відновити расове підпорядкування в кожному аспекті життя Півдня. З цією метою вони працювали над обмеженням освіти, економічного розвитку, права голосу та права. тримати та носити зброю чорношкірим, Клан незабаром поширився майже на всі південні штати, розпочавши панування терору. Лідери республіканців, як чорношкірі, так і білі. Серед політичних лідерів, убитих під час кампанії, були конгресмен Арканзасу Джеймс М. Хайндс, троє членів законодавчого органу Південної Кароліни та кілька чоловіків, які працювали в конституційних з'їздах.»

### Діяльність
В інтерв'ю 1933 року Вільям Селлерс, народжений в рабстві у Вірджинії, згадував післявоєнні «набіги ку-клуксів, молодих білих чоловіків з округу Рокінгем, які заходили в хатини нещодавно звільнених негрів або ловили негрів, які працювали за тридцять центів на день, коли він повертався з роботи додому… і жорстоко відшмагав його, залишаючи жити або померти». Здавалося б, випадкові напади батогом, які мали наводити на думку про попередні умови рабства, були широко поширеним аспектом раннього клану; наприклад, у 1870—1871 роках у Лаймстоун-Тауншип (тепер округ Черокі, Південна Кароліна, із 77 задокументованих нападів «четверо були застрелені, шістдесят сім побиті батогом і шістьом були обрізані вуха».
Члени клану взяли маски та мантії, які приховували їхню особу та додавали драми нічних поїздок, обраного ними часу для атак. Багато з них діяли в невеликих містах і сільській місцевості, де люди знали один одного в обличчя, а іноді все ще впізнавали нападників за голосом і манерами. «Те, що люди бояться або соромляться робити відкрито, а вдень вони здійснюють таємно, в масках і вночі». Нічні вершники KKK «іноді заявляли, що вони привиди солдатів Конфедерації, щоб, як вони стверджували, налякати забобонних чорношкірих. Мало хто з вільновідпущеників сприймав такі нісенітниці серйозно».
Клан атакував чорношкірих членів Лояльних ліг і залякував південних республіканців і працівників Бюро вільновідпущеників. Коли вони вбивали темношкірих політичних лідерів, вони також забирали голів сімей разом із лідерами церков і громадських груп, тому що ці люди відігравали багато ролей у суспільстві. Агенти Бюро звільнених щотижня повідомляли про напади та вбивства темношкірих.
«Збройна партизанська війна вбила тисячі негрів; були влаштовані політичні заворушення; їх причини або приводи завжди були неясними, їхні результати завжди очевидними: негрів було вбито в десять-сто разів більше, ніж білих». Чоловіки в масках стріляли в будинки та спалювали їх, іноді мешканці ще були всередині. Вони вигнали успішних чорних фермерів зі своїх земель. «Загалом можна повідомити, що в Північній і Південній Кароліні за 18 місяців, що закінчилися червнем 1867 року, було 197 вбивств і 548 випадків нападу при обтяжуючих обставинах».

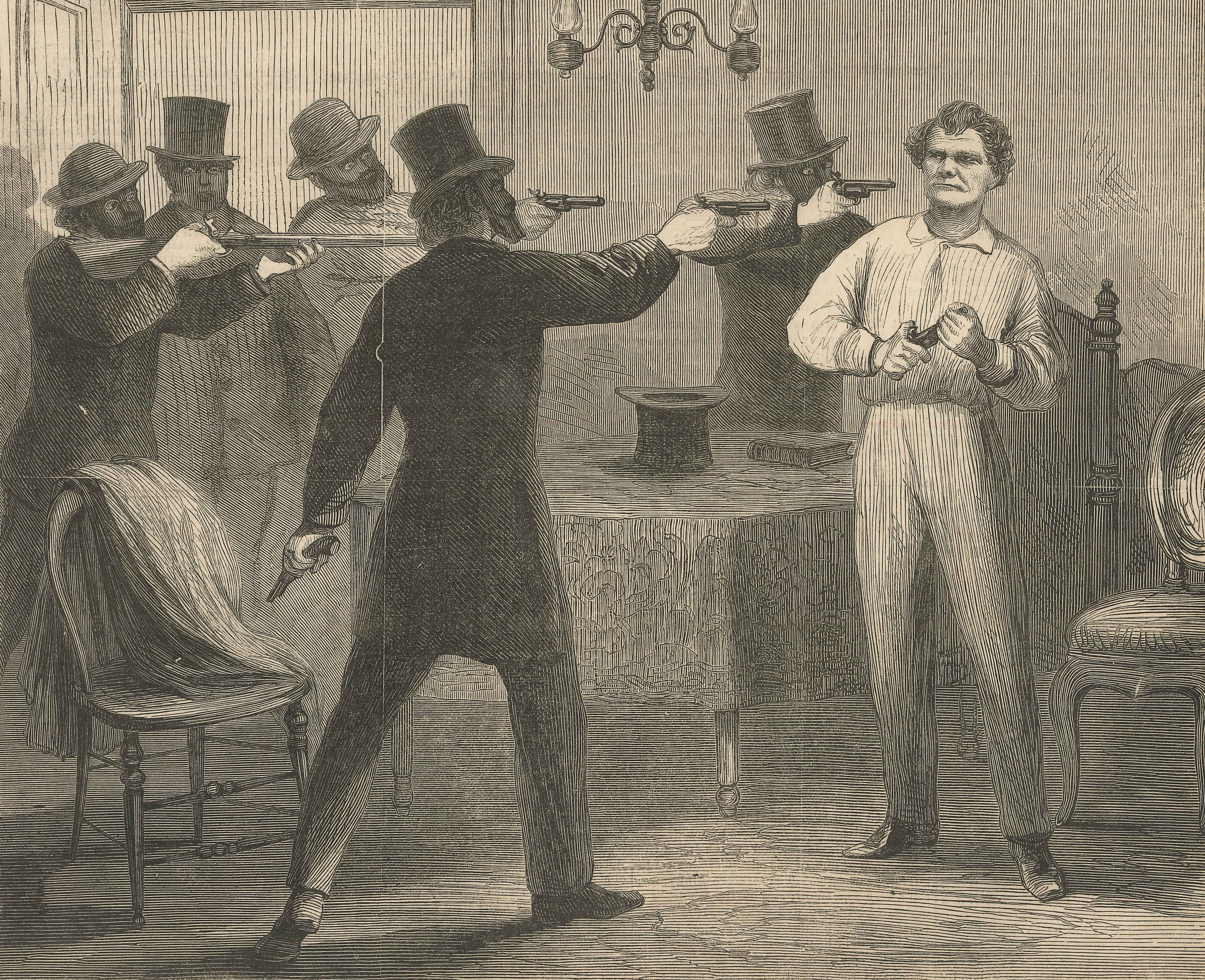
Джорджа В. Ешберна було вбито за його про-чорні настрої

Насильство кланів спрацювало на придушення чорного голосування, а сезони кампанії були смертоносними. Понад 2000 людей було вбито, поранено чи іншим чином травмовано в Луїзіані за кілька тижнів до президентських виборів у листопаді 1868 року. Незважаючи на те, що республіканська парафія Сент-Ландрі мала зареєстровану більшість у 1071 республіканців, після вбивств жоден республіканець не голосував восени. Білі демократи віддали всі голоси парафії за опонента президента Гранта. KKK вбив і поранив понад 200 чорношкірих республіканців, полюючи та переслідуючи їх по лісах. Тринадцять полонених було взято з в'язниці і розстріляно; у лісі знайдено напівзакопану купу з 25 тіл. ККК змушував людей голосувати за демократів і давав їм свідоцтва про це.
На виборах губернатора Джорджії в квітні 1868 року округ Колумбія віддав 1222 голоси за республіканця Руфуса Баллока. До листопадових президентських виборів залякування кланів призвело до придушення голосування республіканців, і лише одна людина проголосувала за Улісса С. Гранта.
Члени клану вбили понад 150 негрів в окрузі Джексон, штат Флорида, і сотні інших в інших округах, включаючи Медісон, Алачуа, Колумбію та Гамільтон. Записи Бюро звільнених із Флориди надали детальний переказ про побиття та вбивства звільнених та їхніх білих союзників членами клану.
Були також більш м'які зіткнення, в тому числі проти білих вчителів. У Міссісіпі, згідно з розслідуванням Конгресу.
До 1868 року, через два роки після створення Клану, його активність почала падати. Члени клану ховалися за масками та мантією Клану, щоб уникнути судового переслідування за позаштатне насильство. Багато впливових південних демократів побоювалися, що беззаконня кланів є приводом для федерального уряду зберегти свою владу над Півднем, і вони почали обертатися проти нього. Були висунуті дивовижні заяви, як-от Б. Хілл, який заявив, що «деякі з цих безчинств насправді були вчинені політичними друзями вбитих сторін».

### Опір
Ветерани Союзної армії в гірському окрузі Блаунт, штат Алабама, організували «анти-ку-клукс». Вони поклали край насильству, погрожуючи членам клану розправою, якщо ті не перестануть бити сили союзу і підпалювати церкви та школи темношкірих. Озброєні чорношкірі сформували власний захист у Бенеттсвіллі, Південна Кароліна, і патрулювали вулиці, щоб захистити свої будинки.
Національні настрої зібралися, щоб розправитися з кланом, навіть незважаючи на те, що деякі демократи на національному рівні сумнівалися, чи дійсно клан існує, або вважали, що це витвір нервових південних республіканських губернаторів. Багато південних штатів почали приймати антикланове законодавство.

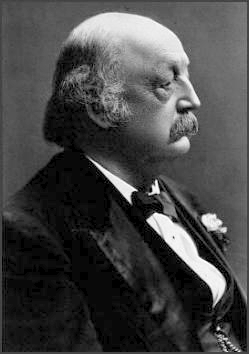
Бенджамін Батлер написав Закон про громадянські права 1871

У січні 1871 року сенатор-республіканець від Пенсільванії Джон Скотт скликав комітет Конгресу, який узяв свідчення 52 свідків про звірства клану, накопичивши 12 томів. У лютому колишній генерал Союзу та конгресмен Бенджамін Батлер із Массачусетсу представив Закон про громадянські права 1871 року (Закон про Ку-клукс-клан). Це посилило ворожнечу, яку плекали до нього південні білі демократи. Поки законопроект розглядався, подальше насильство на Півдні спричинило підтримку його ухвалення. Губернатор Південної Кароліни звернувся до федеральних військ з проханням допомогти йому у збереженні контролю над штатом. У будівлі суду міста Меридіан, штат Міссісіпі, відбулися заворушення та різанина, звідки чорношкірий представник штату врятувався втечею до лісу. Закон про громадянські права 1871 року дозволив президенту призупинити habeas corpus.
У 1871 році президент Улісс Грант підписав закон Батлера. Закон про Ку-клукс-клан і Закон про правозастосування 1870 року були використані федеральним урядом для забезпечення виконання положень громадянських прав осіб згідно з конституцією. Клан відмовився добровільно розпуститися після Акту про клани 1871 року, тому президент Грант призупинив habeas corpus і розмістив федеральні війська в дев'яти округах Південної Кароліни, посилаючись на Закон про повстання 1807 року. Членів клану було затримано та притягнуто до відповідальності у федеральному суді. Судді Г'ю Леннокс Бонд і Джордж С. Брайан головували на судових процесах над Ку-клукс-кланом у Південній Кароліні в Колумбії, штат Південна Кароліна, протягом грудня 1871 року Обвинувачені отримали від трьох місяців до п'яти років ув'язнення зі штрафом. До складу присяжних у федеральному суді входило більше темношкірих, ніж у місцевих чи присяжних штату, тож вони мали шанс брати участь у процесі. Сотні членів клану були оштрафовані або ув'язнені під час репресій, «щойно національний уряд налаштувався на політику військового втручання, ціле населення, яке шукало владу слабкого „радикального“ уряду держави, стало лагідним.»

### Кінець першого клану
Лідер клану Натан Бедфорд Форрест хвалився, що клан є загальнонаціональною організацією з 550 000 чоловік і що він може зібрати 40 000 членів клану протягом п'яти днів після повідомлення. Однак у клану не було ні списків членів, ні осередків, ні місцевих офіцерів, тому спостерігачам було важко судити про його членство. Він викликав сенсацію завдяки драматичній природі своїх набігів у масках і численним вбивствам.
У 1870 році федеральне велике журі визначило, що Клан був «терористичною організацією», і висунуло сотні обвинувальних актів у злочинах насильства та тероризму. Членів клану було притягнуто до відповідальності, і багато з них втекли з територій, які перебували під юрисдикцією федерального уряду, зокрема в Південній Кароліні. Багато людей, які офіційно не були прийняті до клану, використовували костюм клану, щоб приховати свою особу під час здійснення самостійних насильницьких актів. Форрест закликав до розпуску клану в 1869 році, стверджуючи, що він «відхиляється від своїх первісних почесних і патріотичних цілей, стає шкідливим, а не підкоряється громадському миру». Історик Стенлі Горн стверджує, що
«кінець Клану був скоріше у формі нерівного, повільного та поступового розпаду, ніж формального та рішучого розпуску». Репортер із Джорджії написав у 1870 році: «Правдиве твердження полягає не в тому, що ку-клукс є організованою групою ліцензованих злочинців, а в тому, що люди, які скоюють злочини, називають себе ку-клуксами».

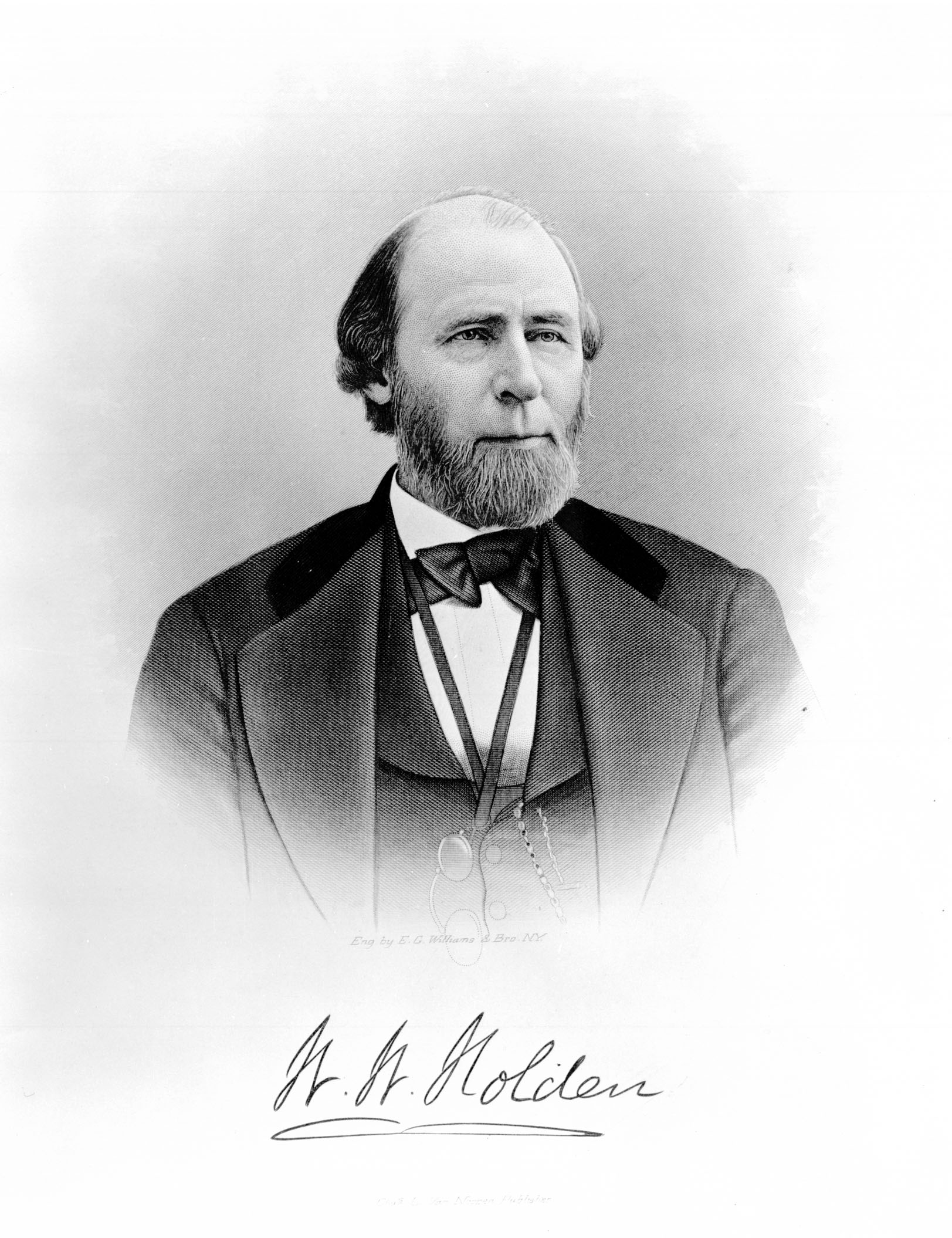
Губернатор Північної Кароліна Вільям Холден

У багатьох штатах офіційні особи не бажали використовувати чорну міліцію проти Клану через побоювання посилення расової напруги. Республіканський губернатор Північної Кароліни Вільям Вудс Холден закликав ополчення проти клану в 1870 році, додавши йому непопулярності. Це, а також масштабне насильство та фальсифікації на виборах призвели до того, що республіканці втратили більшість у законодавчому органі штату. Невдоволення діями Холдена сприяло тому, що білі законодавці-демократи оголосили йому імпічмент і усунули з посади, але причин для цього було багато.
Операції кланів завершилися в Південній Кароліні і поступово згасли на решті Півдня. Обвинувачення очолив генеральний прокурор Амос Таппан Акерман.
Фонер стверджує, що:

До 1872 року очевидна готовність федерального уряду застосувати свою законну та примусову владу зламала хребет Клану та призвела до різкого зниження рівня насильства на Півдні. Так закінчилася Реконструкційна кар'єра Ку-клукс-клану. 
Нові групи повстанців з'явилися в середині 1870-х років, місцеві воєнізовані організації, такі як Біла ліга, червоносорочники, шабельні та стрілецькі клуби, які залякували та вбивали чорношкірих політичних лідерів. Біла Ліга та Червоні Сорочники вирізнялися своєю готовністю культивувати публічність, працюючи безпосередньо, щоб скинути республіканських посадовців і відновити контроль над політикою.
У 1882 році Верховний суд у справі Сполучені Штати проти Гарріса постановив, що Закон про клани був частково неконституційним. Він постановив, що повноваження Конгресу згідно з Чотирнадцятою поправкою не включають права регулювати приватні змови. Він рекомендував особам, які стали жертвами, шукати допомоги в судах штатів, які абсолютно не прихильно ставилися до таких звернень.
Кланові костюми, які також називають «регаліями», зникли з ужитку на початку 1870-х після того, як Великий Чарівник Форест закликав їх знищити як частину розпуску Клану. Клан був розбитий як організація до 1872 року.

## Другий клан: 1915—1944

### Перезаснування в 1915 році

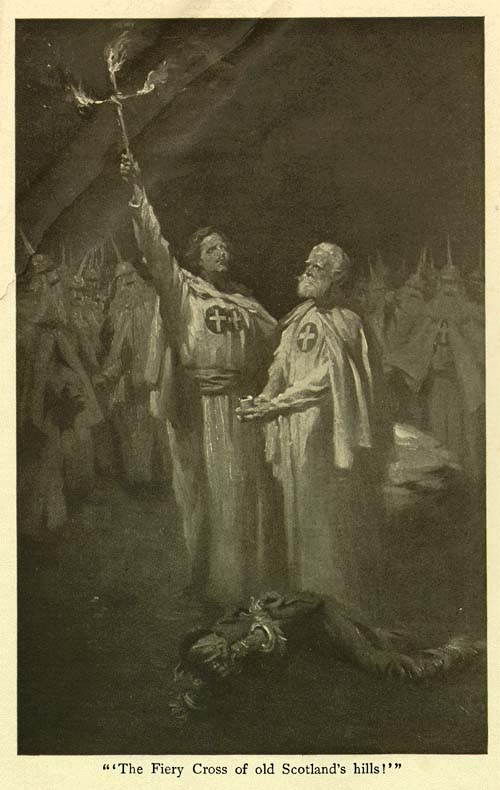
„Вогняний хрест пагорбів старої Шотландії!“ Ілюстрація з першого видання The Clansman, автор Артур І. Келлер.

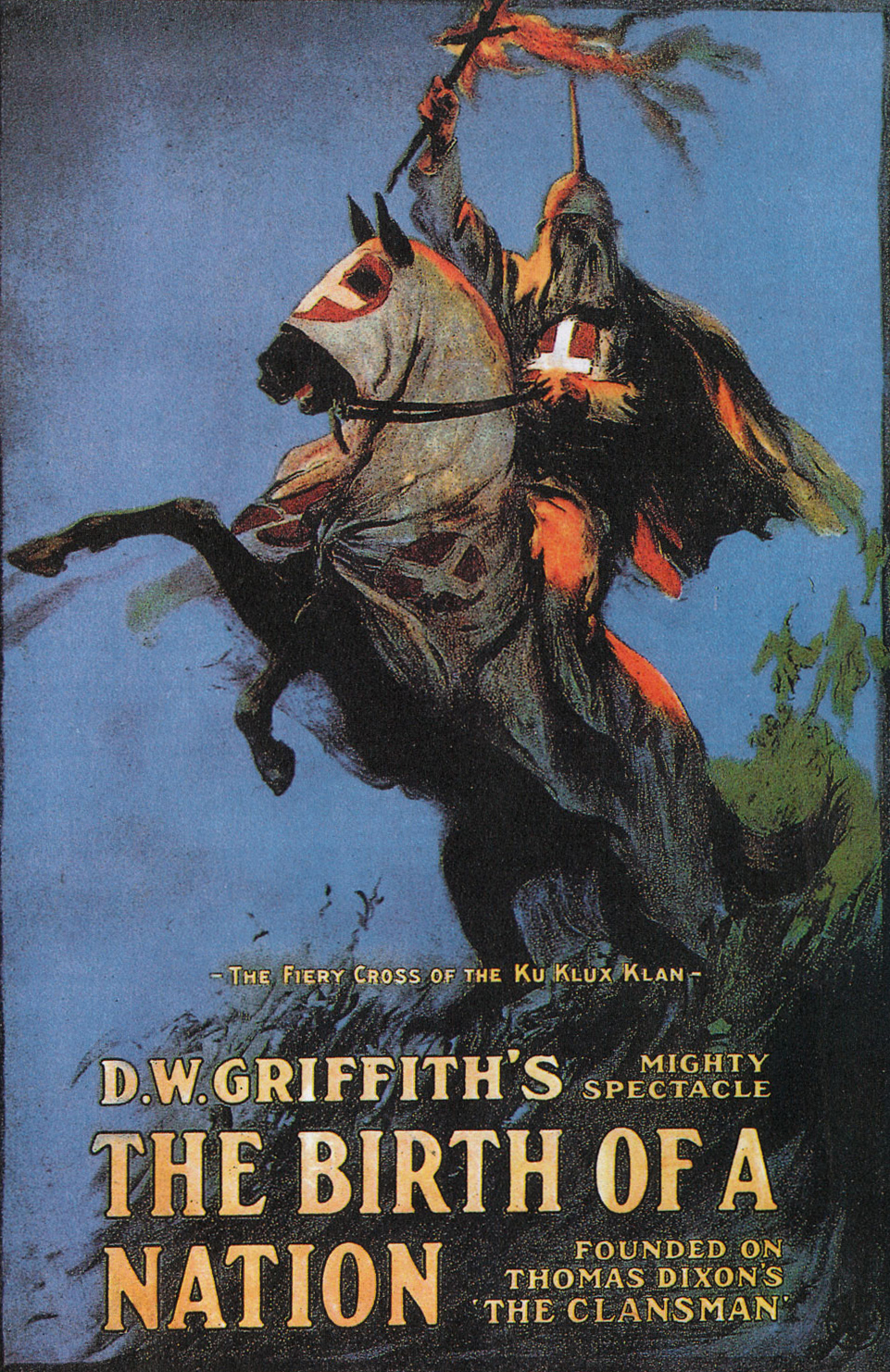
Постер фільму „Народження нації“, який як вважають, надихнув на відродження Ку-клукс-клану у 20 столітті.

У 1915 році на екрани вийшов фільм «Народження нації», який міфологізував і прославляв перший клан та його починання. Другий Ку-клукс-клан був заснований у 1915 році Вільямом Джозефом Сіммонсом у Стоун-Маунтін, поблизу Атланти, з п'ятнадцятьма «членами статуту». Його розвиток базувався на новій антиіммігрантській, антикатолицькій, заборонній, антисемітській та гомофобній програмі, яка відображала сучасну соціальну напругу, зокрема нещодавню імміграцію. Нова організація та відділення прийняли регалії, описані в «Народженні нації»; членство зберігалося в таємниці через носіння масок на людях.

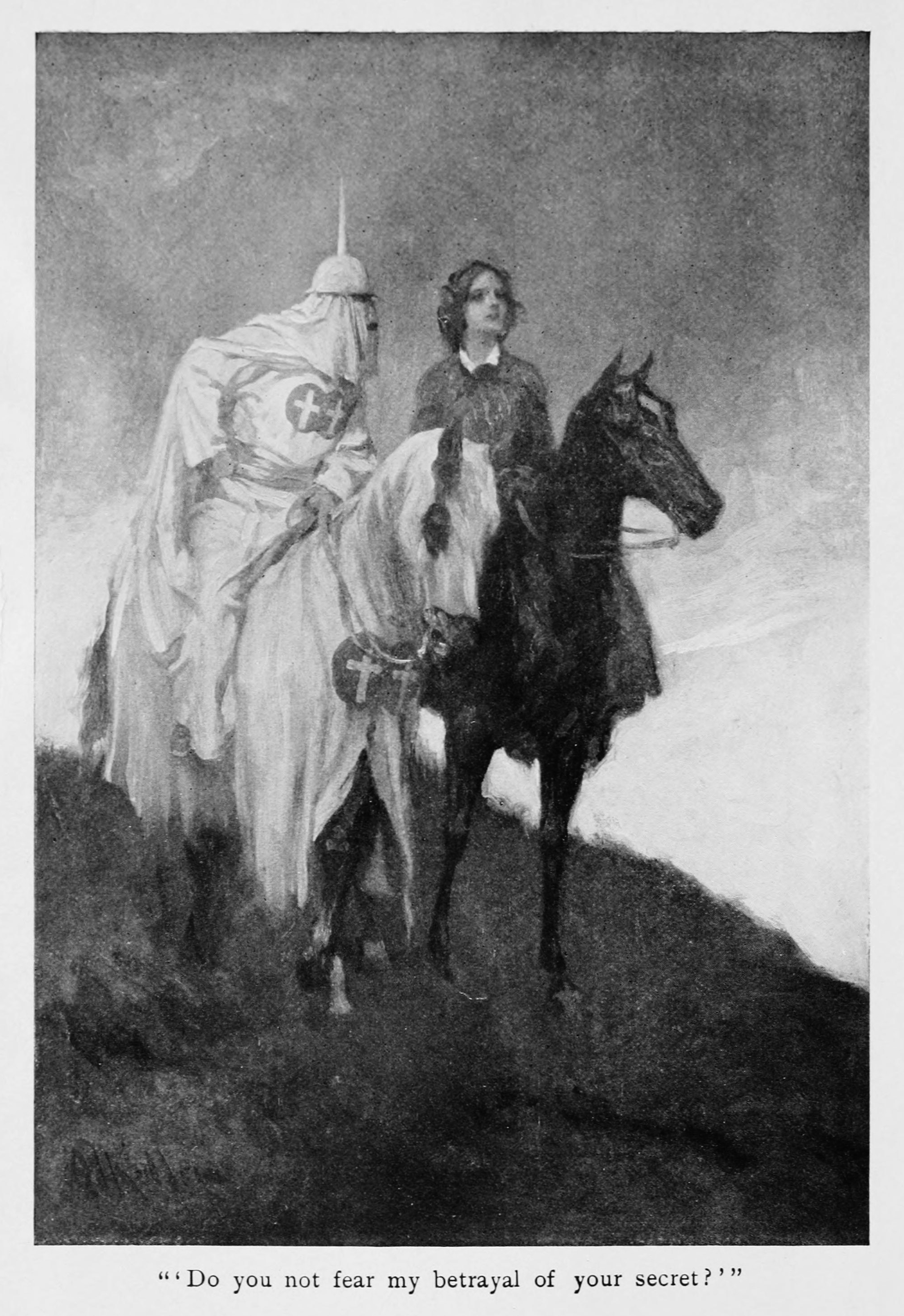
Фронтиспис до першого видання Діксона "Член клану « Артура І. Келлера.

Народження нації
Фільм режисера Д. У. Гріффіта „Народження нації“ прославив оригінальний клан. Фільм засновано на книзі та п'єсі „Член клану: історичний роман про Ку-клукс-клан“, а також на книзі „Плями леопарда“ Томаса Діксона-молодшого. Більшість сучасної іконографії Клану походить від неї, включаючи стандартизований білий костюм і палаючий хрест. Його образи ґрунтувалися на романтизованій концепції Діксона про стару Англію та Шотландію, як це зображено в романах і поезії сера Вальтера Скотта. Вплив фільму був посилений фальшивою заявою про схвалення президентом Вудро Вільсоном. Діксон був давнім другом Вілсона, і перед його виходом відбувся закритий показ фільму в Білому домі. Публіцист стверджував, що Вілсон сказав: „Це ніби писати історію блискавкою, і я шкодую лише про те, що все це так жахливо правдиво“. Вілсону дуже не сподобався фільм, і він вважав, що Діксон його обдурив. Білий дім спростував цитату про „блискавку“, заявивши, що він зовсім не знав про природу фільму і жодного разу не висловлював свого схвалення.

### Цілі

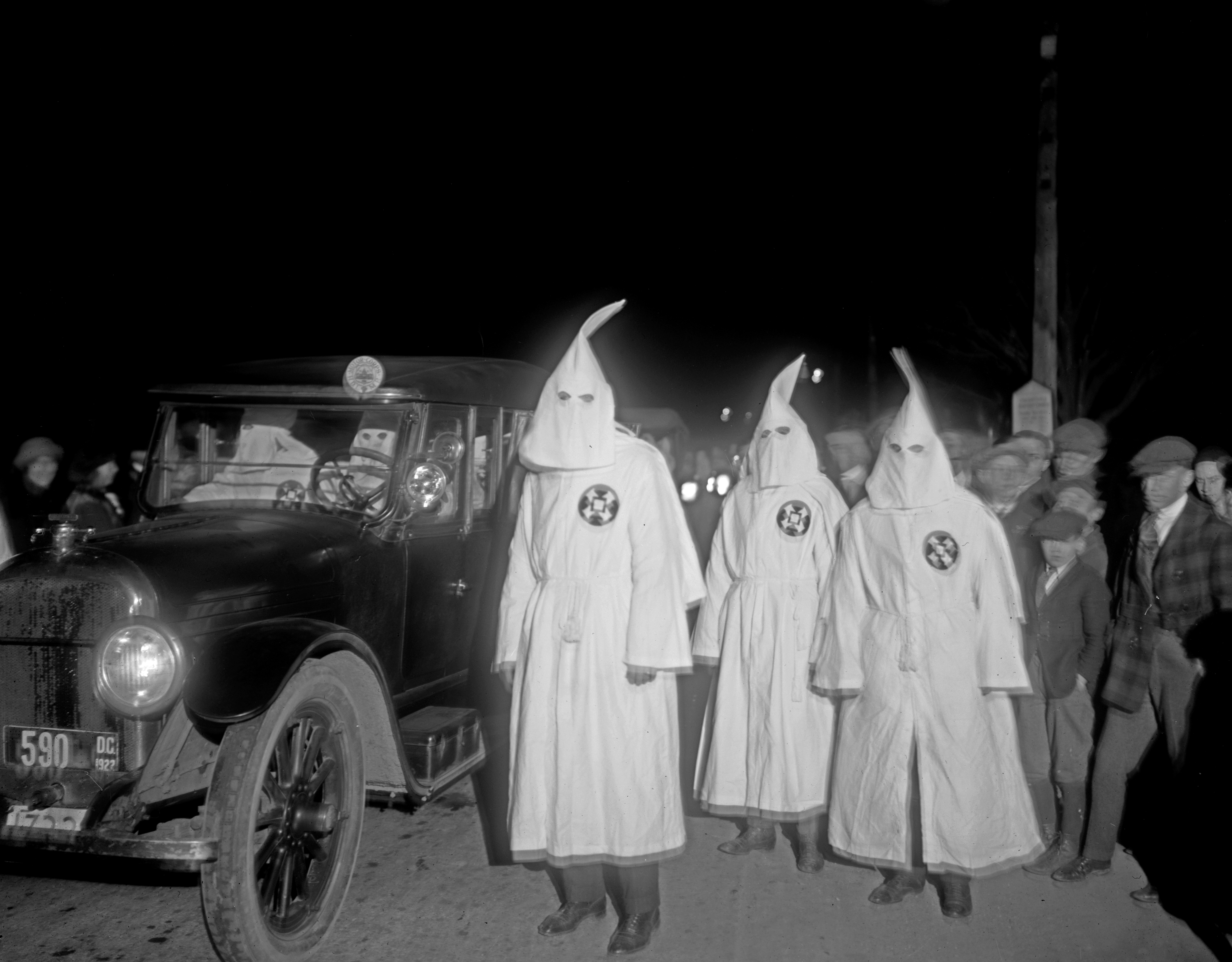
Троє членів Ку-клукс-клану на параді 1922 року.

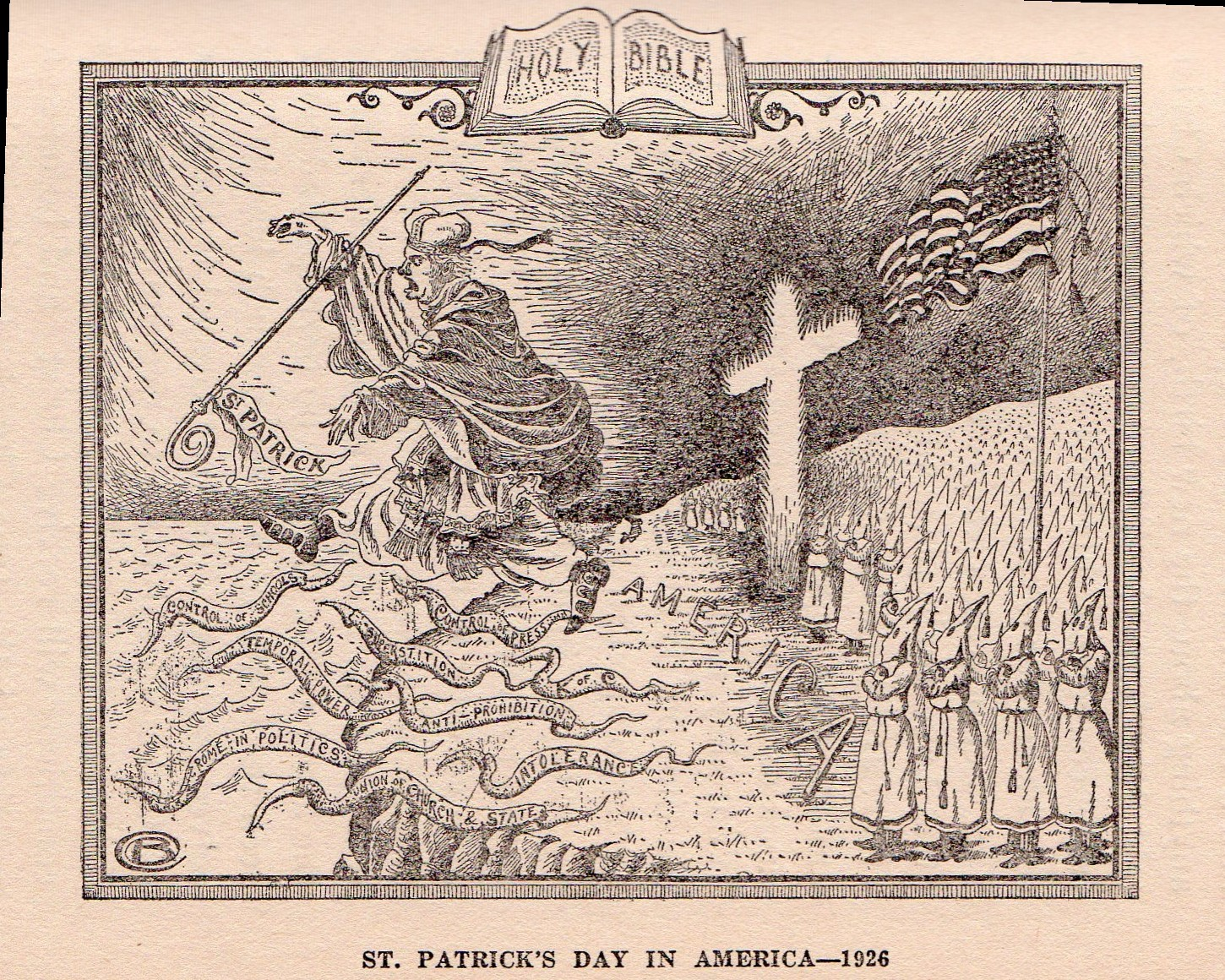
У цьому мультфільмі 1926 року Ку-клукс-клан переслідує католицьку церкву, уособлену Святим Патріком, від берегів Америки. Серед „змій“ різні передбачувані негативні атрибути Церкви, включаючи марновірство, союз церкви та держави, контроль за державними школами та нетерпимість.

Перший і третій клани були переважно південно-східними групами, спрямованими проти темношкірих. Другий Клан, навпаки, розширив сферу діяльності організації, щоб звернутись до людей на Середньому Заході та Заході, які вважали католиків, євреїв та народжених за кордоном меншини антиамериканськими.
Другий клан бачив загрози з усіх боків. За словами історика Брайана Р. Фармера, „дві третини лекторів національного клану були протестантськими служителями“. Велика частина енергії клану йшла на охорону дому, і історик Кетлін Блі каже, що його члени хотіли захистити „інтереси білої жінки“. Джозеф Сіммонс опублікував брошуру ABC Невидимої Імперії в Атланті в 1917 році; у ньому він визначив цілі Клану як „захищати святість дому та цнотливість жінки; підтримувати перевагу білої раси; навчати та віддано прищеплювати високу духовну філософію через піднесений ритуал; і через практичну відданість збереженню, захищати та підтримувати відмінні інститути, права, привілеї, принципи та ідеали чистого американізму“. Така моральна мета лежала в основі її привабливості як братської організації, яка набирає членів з обіцянкою допомоги для поселення в нових міських суспільствах швидко зростаючих міст, таких як Даллас і Детройт. Протягом 1930-х років, особливо після того, як Джеймс А. Колескотт з Індіани зайняв посаду імперського чарівника, опозиція комунізму стала ще однією головною метою Клану.

### Організація
Новий засновник клану Вільям Дж. Сіммонс приєднався до 12 різних братських організацій і вербував у клан із грудьми, вкритими братськими значками, свідомо моделюючи клан за братськими організаціями. Організатори клану під назвою „Kleagles“ зареєстрували сотні нових членів, які сплатили вступні внески та отримали натомість костюми KKK. Половину грошей організатор залишив, а решту відправив державним чи національним чиновникам. Коли організатор закінчив з територією, він організував мітинг, часто з палаючими хрестами, і, можливо, подарував Біблію місцевому протестантському проповіднику. Із зібраними грошима він покинув місто. Місцеві підрозділи діяли, як і багато інших братських організацій, і час від часу залучали спікерів.
Спочатку Сіммонс не досяг успіху ні в вербуванні членів, ні в зборі грошей, і Клан залишався невеликою організацією в районі Атланти до 1920 року. Група випускала публікації для національного поширення зі своєї штаб-квартири в Атланті: Searchlight (1919—1924), Imperial Night-Hawk (1923—1924), „Кур'єр“.

### Моральні загрози які вбачав клан
Другий клан був відповіддю на зростання влади католиків і американських євреїв і супутнє поширення непротестантських культурних цінностей, а також деякі резонансні випадки насильства проти білих. До середини 1920-х рр. Клан був загальнонаціональним, з найщільнішим членством на душу населення в Індіані. Він став найбільш помітним у містах із високими темпами зростання між 1910 і 1930 роками, коли сільські протестанти стікалися на роботу в Детройт та Дейтон на Середній Захід та в Атланту, Даллас, Мемфіс та Х'юстон на півдні. Близько половини з 80 000 членів клану штату Мічиган проживали в Детройті.
Члени KKK присягнули підтримувати американські цінності та християнську мораль, і деякі протестантські священики долучилися до цього на місцевому рівні. Однак жодна протестантська деномінація офіційно не підтримала KKK; Клан неодноразово засуджувався основними протестантськими журналами, а також усіма великими світськими газетами.

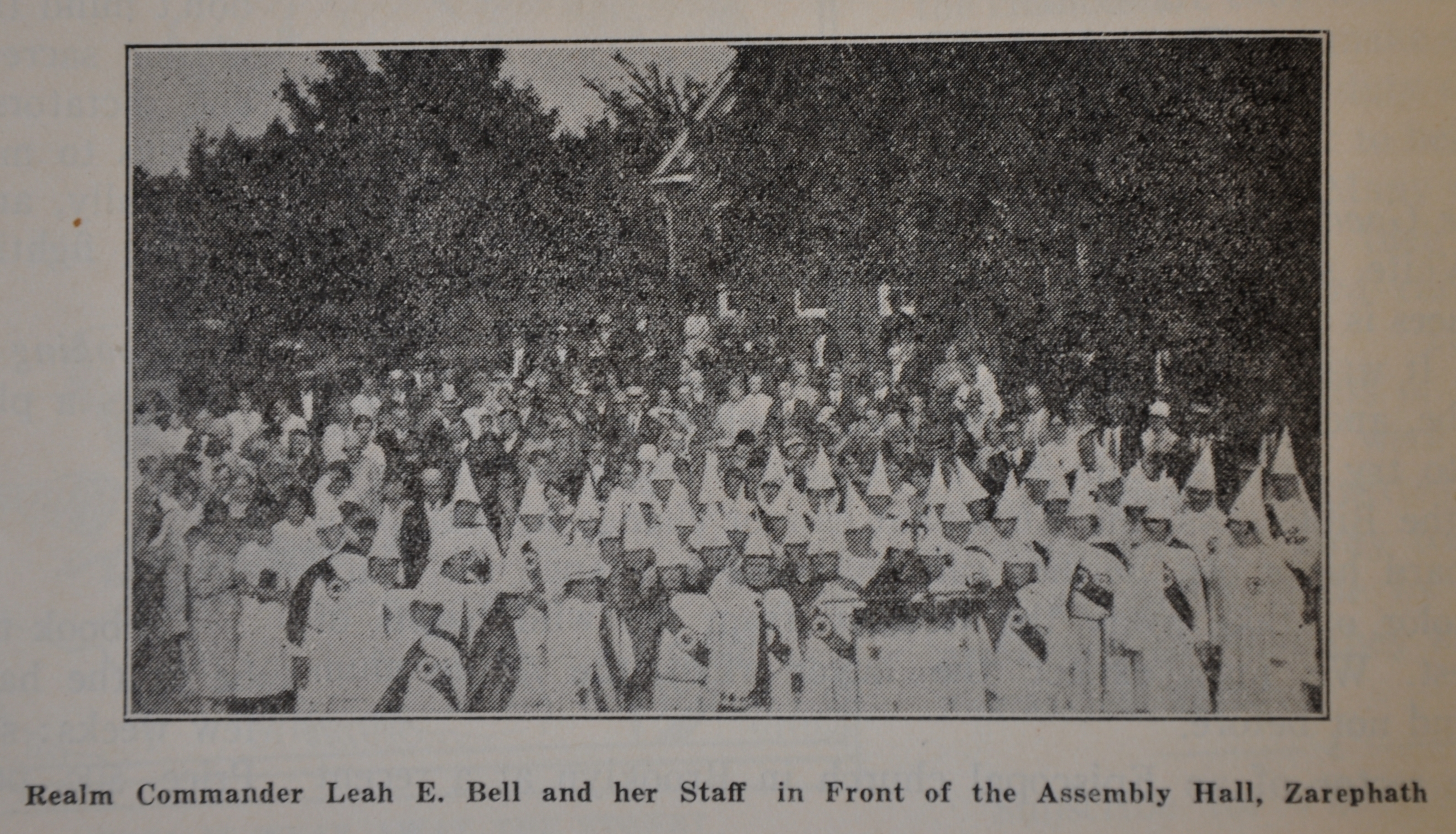
Збір клану 31 серпня 1929 року перед Залом зборів, Зарефат, Нью-Джерсі, на „Патріотичний день“ під час щорічних зборів Церкви Вогняного Стовпа.

Одним помітним винятком була церква „Вогняний стовп“, розташована в Зарефаті, Нью-Джерсі. Засновниця Алма Брідвелл Вайт була активною прихильницею клану, яка неодноразово підтримувала організацію, дозволяючи їй проводити збори та навіть спалювати хрести у своїх церквах. Прокланові твори Вайт були зібрані в її книгах „Ку-клукс-клан у пророцтві“, „Кланівці: Вартові свободи“ та „Герої вогняного хреста“.
Історик Роберт Моатс Міллер повідомляє, що „автор не знайшов жодного схвалення клану в методистській пресі, тоді як багато нападів на клан були досить жорстокими… Південна баптистська преса виправдовувала цілі, але засуджувала методи клану“. Національні конфесійні організації ніколи не підтримували Клан, але вони рідко засуджували його по імені. Багато видатних церковних діячів на національному та регіональному рівнях справді засудили це поіменно, але ніхто не підтримав.
Другий клан був менш жорстоким, ніж перший чи третій клан. Однак другий клан, особливо на південному сході, не був цілком ненасильницькою організацією. Найбільш жорстокий клан був у Далласі, штат Техас. У квітні 1921 року кілька членів Клану викрали Алекса Джонсона, темношкірого чоловіка, якого звинувачували в сексі з білою жінкою. Вони випалили йому на лобі літери „ККК“ і сильно побили біля русла річки. Начальник поліції та окружний прокурор відмовилися переслідувати, відкрито та публічно заявивши, що вважають, що Джонсон заслуговує на таке поводження. Підбадьорені схваленням цього бичування, члени клану в Далласі тільки в 1922 році відшмагали біля русла річки 68 людей. Незважаючи на те, що Джонсон був чорним, більшість жертв побиття в Далласському ККК були білими чоловіками, яких звинувачували в злочинах проти своїх дружин, таких як подружня зрада, побиття дружини, відмова від сплати аліментів або азартні ігри. Члени клану часто запрошували репортерів місцевої газети відвідати їх бичування, щоб вони могли написати про це в газеті наступного дня. Усі газети Далласу різко засудили Клан. Історики повідомляють, що Morning News: „старанно публікувала тисячі антикланових редакційних статей, викриттів та критичних історій, інформуючи своїх читачів про діяльність клану в їхній громаді, а також у всьому штаті та нації“.
Алабамський KKK батогом бив як білих, так і темношкірих жінок, яких звинувачували в розпусті чи подружній зраді. Хоча багато людей в Алабамі були обурені побиттям білих жінок, жоден член клану ніколи не був засуджений за насильство. Антикатолицизм був головною проблемою Алабамського клану, і Г'юго Блек у 1920-х роках побудував свою політичну кар'єру на боротьбі з католицизмом. Блек, демократ, пройшов до Сенату та Верховного суду США.

### Швидке зростання
У 1920 році Сіммонс передав повсякденну діяльність національного офісу двом професійним публіцистам, Елізабет Тайлер та Едварду Янгу Кларку. Нове керівництво додало сили клану, і він швидко зростав. Він звернувся до нових членів з огляду на поточну соціальну напругу та наголосив на відповідях на страхи, викликані зневажанням заборони та нових сексуальних свобод. Він наголошував на антиєврейських, антикатолицьких, антимігрантських, а згодом і на антикомуністичних та гомофобних позиціях. Вона представляла себе як братерська, націоналістична і щиро патріотична організація; і його лідери наголошували на підтримці жорсткого дотримання законів про заборону. Він різко розширив членство до піку 1924 року з 1,5 мільйона до 4 мільйонів, що становило від 4 до 15 % відповідного населення.
До 1920-х років більшість його членів жили на Середньому Заході та Заході. Майже кожен п'ятий із відповідного населення Індіани був членом. До 1925 року вона мала національну базу. На Півдні, де переважна більшість білих були демократами, кланівці були демократами. В решті країни членство включало як республіканців, так і демократів, а також незалежних кандидатів. Лідери кланів намагалися проникнути в політичні партії; як зазначає Каммінгс, „вона була позапартійною в тому сенсі, що наполягала нативістські питання обом сторонам“. Соціолог Рорі Маквей пояснив стратегію Клану у зверненні до членів обох партій:

Лідери клану сподіваються, що всі основні кандидати змагатимуться за підтримку руху. … Керівництво Клану хотіло залишити свої варіанти відкритими і неодноразово заявляло, що рух не пов'язаний з жодною політичною партією. Ця стратегія без альянсу також була цінною як інструмент вербування. Клан об'єднав своїх членів як з числа виборців-демократів, так і республіканців. Якби рух об'єднався з однією політичною партією, він би суттєво звузив коло своїх потенційних новобранців. 
Релігія була основним пунктом продажу. Келлі Дж. Бейкер стверджує, що члени клану серйозно прийняли протестантизм як невід'ємну складову свого білого расистського, антикатолицького та патерналістського формулювання американської демократії та національної культури. Їхній хрест був релігійним символом, а їхній ритуал вшановував Біблію та місцевих служителів. Але жоден відомий національно релігійний лідер не сказав, що він є членом клану.
Економісти Фраєр і Левітт стверджують, що швидке зростання Клану в 1920-х роках було частково результатом інноваційної багаторівневої маркетингової кампанії. Вони також стверджують, що в цей період керівництво клану більше зосереджувалося на монетизації організації, ніж на досягненні політичних цілей організації. Місцеві лідери виграли від розширення свого членства.

### Заборона
Історики сходяться на думці, що відродженню клану в 1920-х роках сприяли національні дебати щодо сухого закону. Історик Прендергаст каже, що „підтримка сухого закону“ KKK представляла єдиний найважливіший зв'язок між членами клану по всій країні». Клан виступав проти контрабандистів, іноді із застосуванням насильства. У 1922 році дві сотні членів клану підпалили салуни в окрузі Юніон, штат Арканзас. Членство в Клані та в інших заборонених групах збігалося, і вони іноді координували свою діяльність.

### Урбанізація

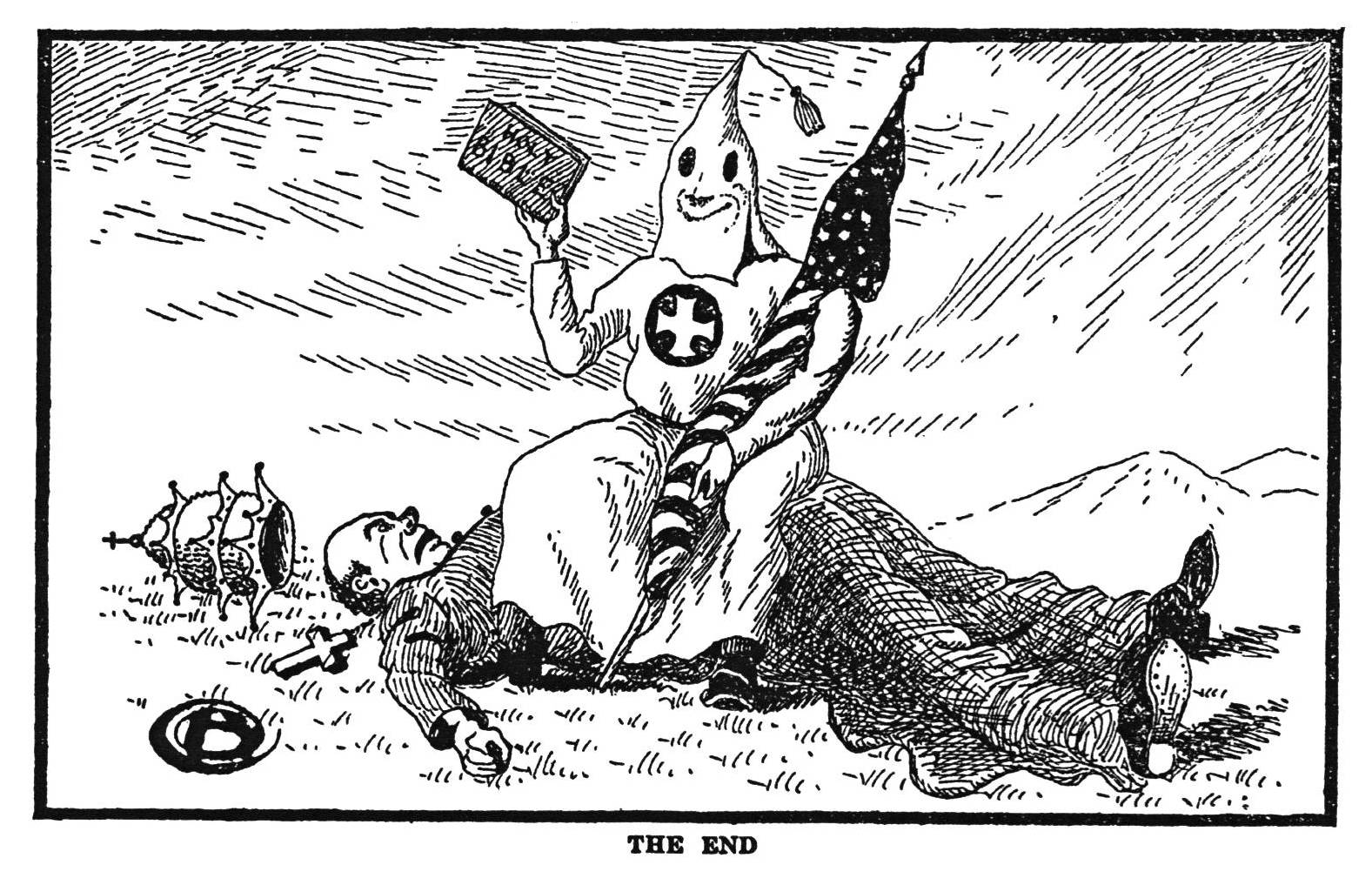
«Кінець» означає кінець католицького впливу в США. Члени клану: Вартові свободи 1926.

Важливою характеристикою другого клану було те, що це була організація, що базувалася в містах, що відображало основні переміщення населення до міст на півночі, заході та півдні. У Мічигані, наприклад, 40 000 членів жили в Детройті, де вони становили більше половини членів штату. Більшість членів клану були білими представниками нижчого та середнього класу, які боялися хвиль прибульців у промислові міста: іммігрантів із Південної та Східної Європи, які були переважно католиками чи євреями; і чорно-білі мігранти з Півдня. У міру припливу нового населення до міст, швидка зміна районів створювала соціальну напругу. Через швидке зростання населення таких індустріалізованих міст, як Детройт і Чикаго, Клан швидко зростав на Середньому Заході. Клан також виріс у бурхливих південних містах, таких як Даллас і Х'юстон.
У середньому промисловому місті Вустер, штат Массачусетс, у 1920-х роках Клан швидко прийшов до влади, але занепав через спротив Католицької Церкви. Жодного насильства не було, і місцева газета висміяла членів клану як «лицарів у нічних сорочках». Половина членів були шведськими американцями, включаючи деяких іммігрантів у першому поколінні. Етнічні та релігійні конфлікти серед недавніх іммігрантів сприяли підйому клану в місті. Шведські протестанти боролися проти ірландських католиків, які закріпили політичний та ідеологічний контроль над містом.
У деяких штатах історики отримали списки членів деяких місцевих одиниць і порівняли назви з довідниками міст і місцевими записами, щоб створити статистичні профілі членства. Великі міські газети часто були ворожими та висміювали членів клану як неосвічених фермерів. Детальний аналіз Індіани показав, що сільський стереотип був хибним для цього штату:

Члени клану в Індіані представляли широкий перетин суспільства: вони не були непропорційно міськими чи сільськими жителями, і вони не були значно більшою чи меншою ймовірністю, ніж інші члени суспільства, вихідцями з робітничого класу, середнього класу чи професійних лав. Члени клану, звичайно, були протестантами, але їх не можна назвати виключно чи навіть переважно фундаменталістами. Насправді їхня релігійна приналежність відображала все біле протестантське суспільство, включаючи тих, хто не належав до жодної церкви. 
Клан залучав людей, але більшість з них недовго залишалися в організації. Членство в Клані швидко змінилося, оскільки люди дізналися, що це не та група, яку вони хотіли. Приєдналися мільйони людей, і на піку свого розвитку в 1920-х роках організація заявляла про кількість, яка становила 15 % відповідного населення країни. Зменшення соціальної напруги сприяло занепаду Клану.

### Костюми і палаючий хрест

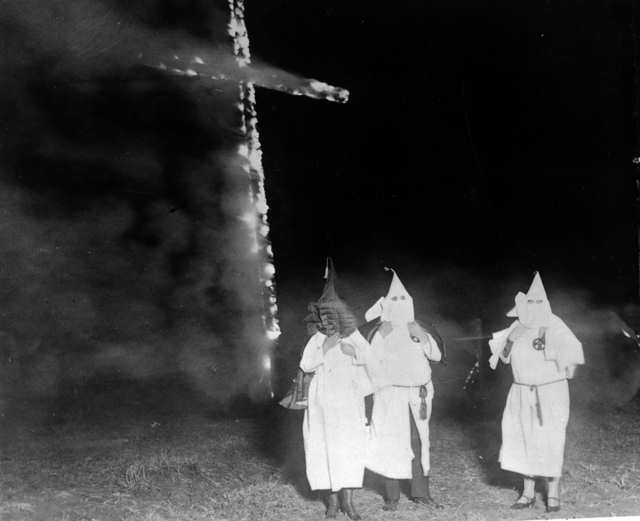
Спалення хреста було введено Вільямом Дж. Сіммонсом, засновником другого клану в 1915 році.

Характерний білий костюм дозволяв проводити широкомасштабні публічні заходи, особливо паради та церемонії спалювання хрестів, зберігаючи ролі учасників у таємниці. Продажі костюмів забезпечили основне фінансування національної організації, тоді як початкові внески фінансували місцевих та державних організаторів.
Другий Клан прийняв палаючий латинський хрест як драматичний прояв символізму з відтінком залякування. Перший Клан не використовував хрестів як символ, але він став символом квазіхристиянського послання Клану. Його запалювання під час зібрань часто супроводжувалося молитвою, співом гімнів та іншою релігійною символікою. У своєму романі The Clansman Томас Діксон молодший запозичує ідею про те, що перший клан використовував вогняні хрести з «заклику до зброї» шотландських кланів, і режисер Д. У. Гріффіт використав цей образ у «Народження нації»; Сіммонс перейняв цей символ із фільму, і відтоді символ і дія асоціювалися з Кланом.

### Політична роль

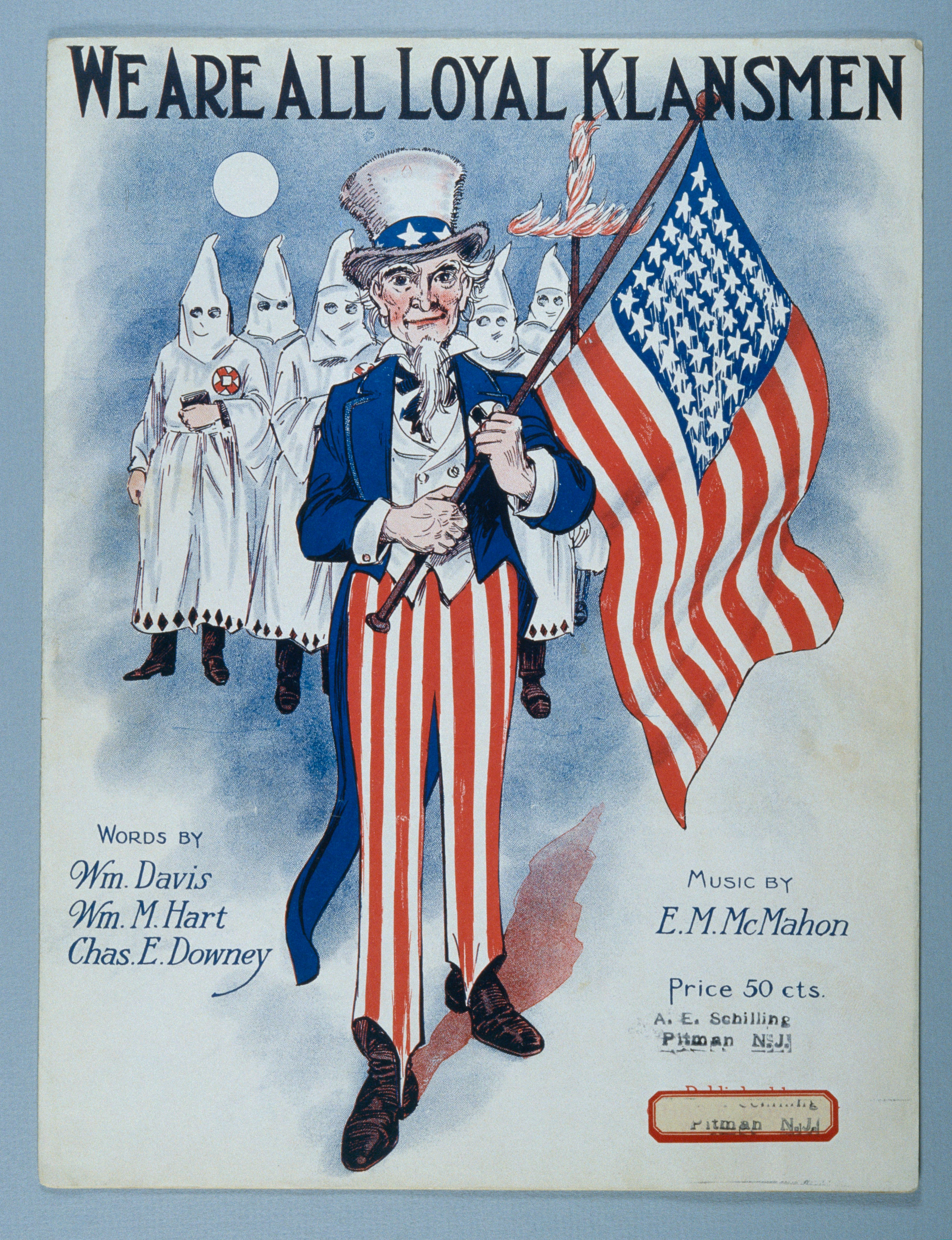
Ноти до «Ми всі вірні члени клану», 1923.

Другий клан розширився новими відділеннями в містах Середнього Заходу та Заходу, охопивши як республіканців, так і демократів, а також чоловіків без партійної приналежності. Мета сухого закону, зокрема, допомогла Клану та деяким республіканцям об'єднатися на Півночі.
Клан мав багато членів у кожній частині Сполучених Штатів, але був особливо сильним на Півдні та Середньому Заході. На піку заявленого членства в клані перевищували чотири мільйони і складали 20 % дорослого білого чоловічого населення в багатьох широких географічних регіонах і 40 % в деяких областях. Клан також перемістився на північ до Канади, особливо до Саскачевану, де виступав проти католиків.
В Індіані члени були білими протестантами американського походження та мали широкий діапазон доходів і соціальних рівнів. Клан Індіани був, мабуть, найвидатнішим ку-клукс-кланом у країні. Це заявляло про понад 30 % білих чоловіків як членів. У 1924 році вона підтримала республіканця Едварда Джексона в його успішній кампанії на посаду губернатора.
Католицькі та ліберальні демократи, які були найсильнішими в північно-східних містах, вирішили підняти Клан на національну конвенцію Демократичної партії в Нью-Йорку в 1924 році. Їхні делегати запропонували резолюцію, яка непрямо атакувала клан; вона була програна одним голосом із 1100. Провідними кандидатами в президенти були Вільям Гіббс Макаду, протестант із базою на Півдні та Заході, де був сильний Клан, і губернатор Нью-Йорка Ел Сміт, католик із базою у великих містах. Після тижнів глухого кута та запеклих суперечок обидва кандидати знялися на користь компромісного кандидата.

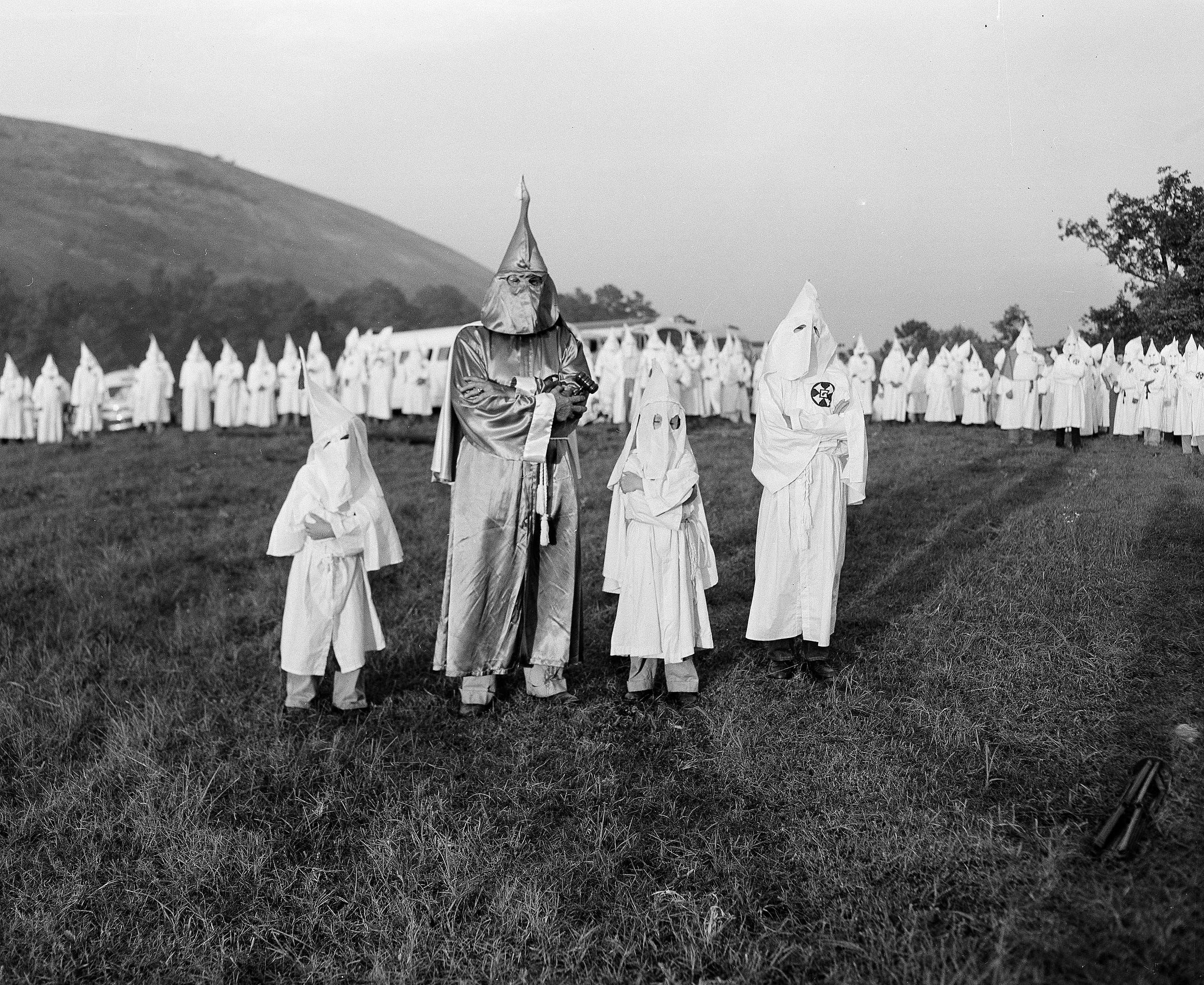
Двоє дітей у мантії та капюшонах Ку-клукс-клану стоять по обидва боки від Семюеля Гріна, Великого Дракона Ку-клукс-клану, у Стоун-Маунтін, Джорджія, 24 липня 1948 року.

У деяких штатах, таких як Алабама та Каліфорнія, відділення KKK працювали над політичними реформами. У 1924 році члени клану були обрані до міської ради в Анахаймі, Каліфорнія. Місто контролювалося вкоріненою комерційно-громадянською елітою, яка була переважно німецько-американською. Враховуючи їхню традицію помірного вживання спиртних напоїв, німецькі американці не дуже підтримували закони про заборону, мер був власником салуну. Очолюваний служителем Першої християнської церкви, Клан представляв зростаючу групу політично орієнтованих неетнічних німців, які засуджували еліту як корумповану, недемократичну та корисливу. Історик Крістофер Кокольтчос каже, що члени клану намагалися створити зразкову впорядковану громаду. Клан мав близько 1200 членів в окрузі Орандж, Каліфорнія. Економічний і професійний профіль прокланових і антикланових угруповань показує, що вони були схожими і приблизно однаково процвітаючими. Члени клану були протестантами, як і більшість їхніх противників, але серед останніх також було багато німців-католиків. Особи, які приєдналися до клану, раніше продемонстрували набагато більший рівень голосування та громадянську активність, ніж їхні опоненти. Кокольчос припускає, що багато людей в окрузі Орандж приєдналися до клану через почуття громадянської активності. Представники клану легко виграли місцеві вибори в Анагаймі в квітні 1924 року. Вони звільнили міських службовців, які були відомі як католики, і замінили їх призначенцями клану. Нова міська рада намагалася забезпечити дотримання сухого закону. Після перемоги відділення клану протягом літа проводило великі мітинги та церемонії ініціації. Опозиція організувалася, підкупила члена клану за таємний список членів і викрила членів клану, які балотувалися на праймеріз штату; вони перемогли більшість кандидатів. Противники клану в 1925 році повернули місцеву владу та добилися успіху на позачергових виборах у відкликанні членів клану, обраних у квітні 1924 року. Клан в Анахаймі швидко розпався, його газета закрилася після програшу позову про наклеп, а міністр, який очолював місцевий Klavern переїхав до Канзасу.
На Півдні члени клану все ще були демократичними, оскільки це був по суті однопартійний регіон для білих. Осередки клану були тісно пов'язані з демократичною поліцією, шерифами та іншими посадовими особами місцевого самоврядування. Через позбавлення виборчих прав більшості негрів і багатьох бідних білих на початку 20 століття єдина політична діяльність для білих відбувалася в Демократичній партії.
В Алабамі члени Клану виступали за покращення державних шкіл, ефективне застосування заборони, розширене будівництво доріг та інші політичні заходи на користь білих людей нижчого класу. До 1925 року Клан був політичною силою в штаті, оскільки такі лідери, як Дж. Томас Гефлін, Девід Бібб Грейвс і Г'юго Блек, намагалися створити політичну владу проти багатих плантаторів Чорного поясу, які довгий час домінували в штаті. У 1926 році, за підтримки Клану, Бібб Грейвз отримав посаду губернатора Алабами. Він був колишнім головою клану. Він наполягав на збільшенні фінансування освіти, покращенні охорони здоров'я, будівництві нових автомагістралей і проробітницькому законодавстві. Оскільки законодавча влада штату Алабама відмовлялася змінити район до 1972 року, а потім за постановою суду, Клан не зміг порушити контроль над законодавчою владою плантаторів у сільських районах.
Вчені та біографи що досліджували роль Г'юго Блека в Клані. Болл вважає щодо KKK, що Блек «симпатизував економічним, нативістським і антикатолицьким переконанням групи». Ньюман каже, що Блек «не любив католицьку церкву як інституцію», і він виголосив понад 100 антикатолицьких промов на зборах KKK по всій Алабамі під час своєї виборчої кампанії 1926 року. Блек був обраний сенатором США в 1926 році як демократ. У 1937 році президент Франклін Д. Рузвельт призначив Блека до Верховного суду, не знаючи, наскільки активним він був у Клані в 1920-х роках. Він був підтверджений колегами-сенаторами до того, як стало відомо про повний зв'язок з KKK; Суддя Блек сказав, що покинув Клан, коли став сенатором.

### Опір і занепад

Ді Сі Стівенсон, Великий Дракон клану Індіани. Його засудження в 1925 році за вбивство Медж Оберхольтцер, білої вчительки, призвело до занепаду клану Індіани.

Багато груп і лідерів, у тому числі видатних протестантських служителів, таких як Рейнхольд Нібур у Детройті, виступили проти Клану, привернувши увагу країни. Єврейська антидифамаційна ліга B'nai B'rith була сформована на початку 20-го століття у відповідь на напади на американців євреїв, включаючи самосуд Лео Франка в Атланті, а також на кампанію Клану щодо заборони приватних шкіл (яка була головним чином спрямовані на католицькі парафіяльні школи). Протилежні групи намагалися проникнути в таємницю Клану. Після того, як одна громадська група в Індіані почала публікувати списки членів клану, кількість членів клану різко скоротилася. Національна асоціація сприяння розвитку кольорового населення (NAACP) розпочала просвітницькі кампанії з метою інформування людей про діяльність клану та лобіювала в Конгресі проти зловживань кланів. Після свого піку в 1925 році кількість членів клану в більшості регіонів почала швидко скорочуватися. Конкретні події також сприяли занепаду Клану. В Індіані скандал навколо судового процесу щодо вбивства Grand Dragon DC Stephenson у 1925 році зруйнував імідж KKK як поборника закону та порядку. До 1926 року Клан був «скалічений і дискредитований». Ді Сі Стефенсон був великим драконом Індіани та 22 північних штатів. У 1923 році він очолив підконтрольні йому штати, щоб відірватися від національної організації KKK. На суді 1925 року його було визнано винним у вбивстві другого ступеня за участь у зґвалтуванні та подальшій смерті Мадж Оберхольтцер. Після засудження Стівенсона Клан різко занепав у Індіані.
Історик Леонард Мур каже, що невдача в керівництві спричинила розпад клану:

Стівенсону та іншим продавцям і шукачам офісів, які маневрували для контролю над Невидимою імперією Індіани, не вистачало як здатності, так і бажання використовувати політичну систему для досягнення заявлених цілей Клану. Вони не цікавилися або, можливо, навіть не знали про проблеми низового рівня всередині руху. Для них Клан був нічим іншим, як засобом отримання багатства та влади. Ці маргінальні люди піднялися до верхівки ордену з капюшонами, тому що, поки Клан не став політичною силою, Клан ніколи не потребував сильного, відданого керівництва. Більш відомі та досвідчені політики, які підтримували Клан або переслідували деякі інтереси своїх членів Клану, також мало чого досягли. Фракційність створила одну перешкоду, але багато політиків підтримували Клан просто з власної користі. Коли звинувачення у злочинності та корупції почали псувати рух, ті, хто турбувався про своє політичне майбутнє, мали ще менше причин працювати на користь Клану. 

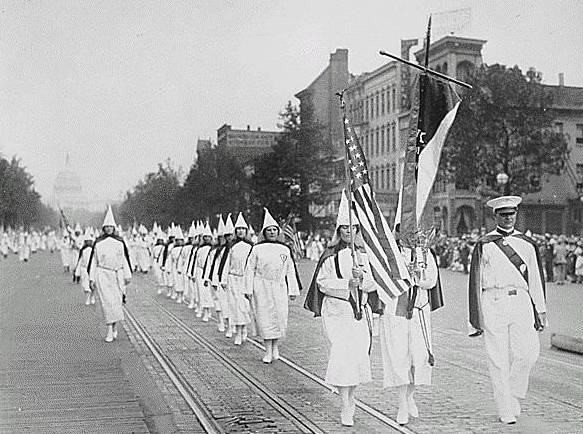
Члени Ку-клукс-клану марширують Пенсільванія-авеню у Вашингтоні, округ Колумбія, 1928 рік.

Незважаючи на занепад, певна міра впливу клану була очевидна, коли він влаштував свій марш уздовж Пенсильванія-авеню у Вашингтоні, округ Колумбія, у 1928 році. До 1930 року кількість членів клану в Алабамі впала до менш ніж 6000 осіб. Невеликі незалежні підрозділи продовжували діяти в промисловому місті Бірмінгем.
Підрозділи KKK діяли протягом 1930-х років у деяких частинах Джорджії, з групою «нічних вершників» в Атланті, які нав'язували свої моральні погляди, бичуючи людей, які їх порушували, як білих, так і чорношкірих. У березні 1940 року вони були причетні до побиття молодої білої пари, яку витягли з машини на провулку закоханих, і до смерті відшмагали білого перукаря за пияцтво в Іст-Пойнті, передмісті Атланти. Понад 20 інших були «жорстоко побиті». Коли поліція почала розслідування, вона виявила, що записи KKK зникли з їх офісу в Іст-Пойнті. Про випадки повідомили Chicago Tribune і NAACP у своєму журналі Crisis, а також місцеві газети.
У 1940 році на Півдні відбулося три самосуди над темношкірими білими (приналежність до KKK невідома): Елберт Вільямс був першим членом NAACP, якого, як відомо, було вбито за правозахисну діяльність: його вбили в Браунсвіллі, штат Теннессі, за те, що він працював на зареєстрування чорношкірих для голосування, а кількох інших активістів вигнали з міста; Джессі Торнтон був лінчований у Луверні, штат Алабама, за незначне соціальне порушення; і 16-річний Остін Каллавей, підозрюваний у нападі на білу жінку, був виведений з в'язниці посеред ночі та вбитий шістьма білими чоловіками в Лагранжі, штат Джорджія. У січні 2017 року начальник поліції та мер Лагранжа вибачилися за неспроможність їхніх офісів захистити Каллавея під час служби примирення, присвяченої його смерті.

### Національні зміни
У 1939 році, після кількох років занепаду через Велику депресію, імперський чарівник Гірам Уеслі Еванс продав національну організацію Джеймсу Колескотту, ветеринарному лікарю з Індіани, та Семюелю Гріну, акушеру з Атланти. Вони не змогли відродити кількість членів клану, що зменшувалась. У 1944 році Служба внутрішніх доходів подала заяву про заставу 685 000 доларів США в якості заборгованих податків проти клану, і Колескотт розпустив організацію указом від 23 квітня того ж року. Протягом наступних років місцеві кланові групи закрилися.
Після Другої світової війни фольклорист і письменник Стетсон Кеннеді проник у Клан; він надав внутрішні дані ЗМІ та правоохоронним органам. Він також надав секретні кодові слова сценаристам радіопрограми про Супермена, що призвело до епізодів, у яких Супермен брав на себе слабко замасковану версію ККК. Кеннеді позбавив містики клану та применшив його ритуали та кодові слова, що могло сприяти зниженню вербування та членства в клані. У 1950-х роках Кеннеді написав бестселер про свій досвід, який ще більше завдав шкоди Клану.

### Історіографія другого клану
Історіографія другого Клану 1920-х років змінилася з часом. Ранні історії базувалися на основних джерелах того часу, але з кінця 20 століття інші історії були написані на основі записів і аналізу членів розділів соціальних історій.

### Антимодерні інтерпретації

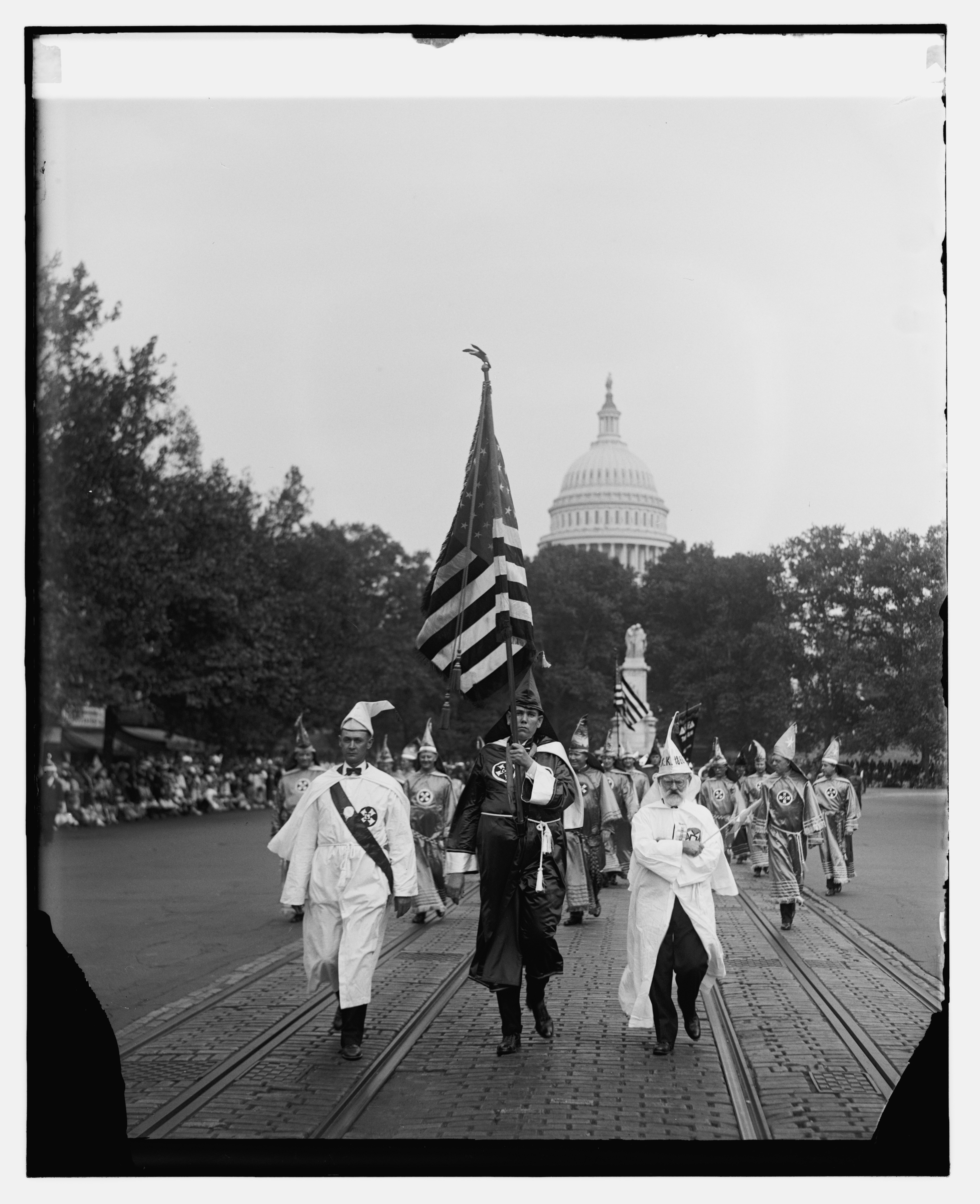
Парад ку-клукс-кланівців у Вашингтоні, округ Колумбія, 13 вересня 1926 року.

KKK була таємною організацією; за винятком кількох вищих лідерів, більшість членів ніколи не називали себе справжніми іменами та носили маски на публіці. Слідчі в 1920-х роках використовували розголос ККК, судові справи, викриття незадоволених членів клану, газетні повідомлення та спекуляції, щоб написати історії про те, що робив Клан. Майже всі головні національні газети та журнали вороже поставилися до його діяльності. Історик Томас Р. Пеграм каже, що опубліковані звіти перебільшували офіційну точку зору керівництва клану та повторювали тлумачення ворожих газет і ворогів клану. У той час не було майже жодних доказів щодо поведінки чи переконань окремих членів клану. За словами Пеграма, популярна та наукова інтерпретація клану з 1920-х до середини 20-го століття підкреслювала його південне коріння та жорстокі дії клану в стилі пильності, намагаючись повернути годинник сучасності назад. Вчені порівнювали його з фашизмом у Європі. Аманн стверджує, що «Беззаперечно, Клан мав деякі спільні риси з європейським фашизмом — шовінізм, расизм, містику насильства, утвердження певного роду архаїчного традиціоналізму — однак їхні відмінності були фундаментальними…[KKK] ніколи не передбачав зміни політичної чи економічної системи».
Пеграм говорить таке оригінальне тлумачення:

…зображував рух клану як ірраціональний докір сучасності малоосвіченими, економічно маргінальними фанатиками, релігійними фанатиками та шахраями, готовими піддатися маніпулюванню цинічним, брехливим лідерам клану. З цієї точки зору, це був рух сільських священиків із незадоволених маленьких містечок, які не встигали за динамізмом міської Америки двадцятого століття. 
Революція «соціальної історії» в історіографії 1960-х років досліджувала історію знизу вгору. З точки зору клану, він розробив докази, засновані на характеристиках, переконаннях і поведінці типових членів, і применшив облікові записи елітних джерел. Історики знайшли списки членів і протоколи місцевих зборів відділень KKK, розкидані по всій країні. Вони виявили, що оригінальна інтерпретація була значною мірою помилковою щодо членства та діяльності Клану; членство не було антимодерним, або сільським і складалося з досить добре освічених столярів середнього класу та громадських активістів. Половина членів проживала у швидкозростаючих промислових містах того періоду: Чикаго, Детройт, Філадельфія, Індіанаполіс, Денвер і Портленд, штат Орегон, були опорними пунктами Клану протягом 1920-х років.
Дослідження показують, що загалом члени KKK у цих містах належали до стабільного, успішного середнього класу, причому небагато членів належали до еліти чи робітничого класу. Пеграм, оглядаючи дослідження, робить висновок, що «популярний клан 1920-х років, незважаючи на різноманітність, був більше громадським представником білих протестантських соціальних цінностей, ніж репресивною групою ненависті».
Келлі Дж. Бейкер стверджує, що релігія мала вирішальне значення — KKK базував свою ненависть на певній формі протестантизму, яка резонувала з основними американцями: «Члени прийняли протестантське християнство та хрестовий похід, щоб врятувати Америку від внутрішніх і зовнішніх загроз». Членами були переважно баптисти, методисти та члени Учнів Христа, тоді як чоловіки «більш елітних або ліберальних» протестантських деномінацій, таких як унітаріани, єпископалісти, конгрегаціоналісти та лютерани, мали меншу ймовірність приєднатися.

## Третій клан: З 1946

### Пізніші клани: 1950-ті роки–дотепер
У 1944 році друга KKK була розпущена Імперським Чарівником Джеймсом А. Колескоттом після того, як IRS стягнула з організації великі податкові зобов'язання. У 1946 році Семюель Грін відновив KKK на церемонії на Кам'яній горі. Його група в основному діяла в Джорджії. У 1949 році Гріна змінив Семюель Ропер на посаді Імперського Чарівника, а Ропера змінив Елдон Едвардс у 1950 році. Едвардс, який базувався в Атланті, працював над відновленням організації, об'єднавши різні фракції ККК з інших частин Сполучених Штатів. Але сила організації була недовгою, і група розпалася під час конкуренції з іншими клановими організаціями. У 1959 році Рой Девіс був обраний наступним за Едвардсом національним лідером. Едвардс раніше призначив Девіса Великим Драконом з Техасу, намагаючись об'єднати дві їхні кланові організації. Девіс уже керував Лицарями Ку-клукс-клану в Техасі, Арканзасі, Луїзіані та Міссісіпі. Девіс проводив мітинги у Флориді та інших південних штатах протягом 1961 і 1962 років, набираючи членів. Девіс був близьким соратником Вільяма Дж. Сіммонса та брав активну участь у KKK з моменту її першої реформи в 1915 році.
Конгрес розпочав розслідування щодо ККК на початку 1964 року після вбивства Джона Ф. Кеннеді в Далласі. Девіс, що жив в Далласі, пішов у відставку з посади Імперського Чарівника Первісних Лицарів незабаром після того, як Орден Лицарів отримав повістку Конгресу. Одразу після того Орден Лицарів дедалі більше розколовся, оскільки багато членів були змушені давати свідчення перед Конгресом. Білі лицарі Ку-клукс-клану утворилися в 1964 році після відокремлення від оригінальних лицарів. Відповідно до звіту ФБР, опублікованого в травні 1965 року, KKK на той час була поділена на 14 різних організацій із загальним членством приблизно 9000 осіб. ФБР повідомило, що оригінальні лицарі Роя Девіса були найбільшою фракцією і налічували близько 1500 членів. Роберт Шелтон з Алабами очолював фракцію з 400—600 членів. Дослідники Конгресу виявили, що до кінця 1965 року більшість членів Оригінальної Лицарської організації приєдналися до Об'єднаних Кланів Шелтона, а Корисні Лицарі KKK розпалися. Об'єднаний клан Шелтона продовжував поглинати членів з конкуруючих фракцій і залишався найбільшою групою клану до 1970-х років, досягнувши максимуму з приблизно 30 000 членами та ще 250 000 прихильників, які не були членами, наприкінці 1960-х років.

### 1950–1960-ті роки: післявоєнна опозиція громадянським правам
Після занепаду національної організації невеликі незалежні групи прийняли назву «Ку-клукс-клан» разом із варіаціями. Вони не мали офіційних стосунків один з одним, і більшість не мали жодного відношення до другого ККК, за винятком того факту, що вони копіювали його термінологію та костюми. Починаючи з 1950-х років, наприклад, окремі групи кланів у Бірмінгемі, штат Алабама, почали чинити опір соціальним змінам і спробам темношкірих покращити своє життя, підриваючи будинки в перехідних районах. Білі люди працювали в гірничодобувній та металургійній промисловості, маючи доступ до цих матеріалів. У 1950-х роках групами кланів було так багато вибухів будинків чорношкірих у Бірмінгемі, що місто отримало прізвисько «Бомбінгем».
Під час перебування Булла Коннора на посаді комісара поліції в Бірмінгемі групи клану були тісно пов'язані з поліцією та діяли безкарно. Коли Freedom Riders прибули до Бірмінгема в 1961 році, Коннор дав членам Клану п'ятнадцять хвилин, щоб напасти на вершників, перш ніж надіслати поліцію, щоб придушити атаку. Коли місцеві та державні органи влади не змогли захистити Freedom Riders та активістів, федеральний уряд почав втручатися та охороняти. У таких штатах, як Алабама та Міссісіпі, члени клану уклали союзи з адміністраціями губернаторів. У Бірмінгемі та інших місцях групи ККК підривали будинки активістів громадянських прав. У деяких випадках вони застосовували фізичне насильство, залякування та вбивства безпосередньо проти окремих осіб. Триваюче позбавлення виборчих прав негрів на Півдні означало, що більшість не могли служити в судах присяжних, які складалися виключно з білих і виносили упереджені вироки.

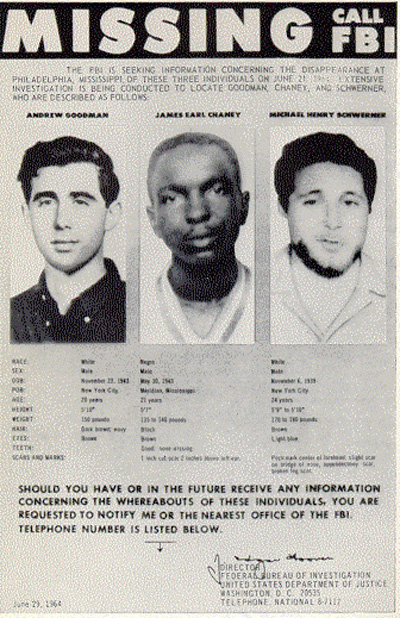
Гудман, Чейні та Швернер були трьома правозахисниками, яких викрали та вбили члени Ку-клукс-клану.

Згідно зі звітом Південної регіональної ради в Атланті, протягом 1951 і 1952 років будинки 40 чорних південних сімей піддалися підриванню будинків. Деякі з жертв підривів були громадськими активістами, чия робота наражала їх на небезпеку, але більшість були людьми, які відмовилися дослухатися расистських конвенцій або були невинними перехожими, нічого не підозрюючи жертвами випадкового насильства.
Серед найбільш відомих вбивств членів Клану в 1950-х і 1960-х роках були:
- Вибух напередодні Різдва 1951 року в будинку активістів Національної асоціації сприяння розвитку кольорового населення (NAACP) Гаррі та Гарієтт Мур у Мімсі, штат Флорида, в результаті чого вони загинули.
- У 1957 році вбивство Віллі Едвардса-молодшого, якого члени клану змусили стрибнути на смерть з мосту в річку Алабама.
- У 1963 році вбивство організатора NAACP Медгара Еверса в Міссісіпі. У 1994 році колишній ку-клукс-кланівець Байрон де ла Беквіт був засуджений.
- Вибух в баптистській церкві на 16-й вулиці у вересні 1963 року в Бірмінгемі, штат Алабама, вбив чотирьох негритянських дівчат і поранив 22 людини. Зловмисниками були члени клану Роберт Чемблісс, засуджений у 1977 році, Томас Едвін Блантон-молодший і Боббі Френк Черрі, засуджені в 2001 і 2002 роках. Четвертий підозрюваний, Герман Кеш, помер до того, як йому було висунуто звинувачення.
- У 1964 році вбивство Чейні, Гудмена та Швернера, трьох борців за громадянські права, у Міссісіпі. У 1960-х роках семеро чоловіків були засуджені за звинуваченнями у порушенні громадянських прав. У червні 2005 року член Клану Едгар Рей Кіллен був засуджений за звинуваченням у ненавмисному вбивстві.
- У 1964 році в Міссісіпі вбивство двох чорношкірих підлітків, Генрі Хезекії Ді та Чарльза Едді Мура. У серпні 2007 року на основі зізнань члена клану Чарльза Маркуса Едвардса було засуджено Джеймса Форда Сіла, відомого члена ку-клукс-клану. Сіла засудили до трьох довічних ув'язнень. Сіл, який помер у в'язниці в 2011 році, був колишнім поліцейським і заступником шерифа Міссісіпі.
- Вбивство Віоли Ліуццо в Алабамі в 1965 році. Вона виросла в південному Детройті, мати п'ятьох дітей і відвідала штат, щоб відвідати марш громадянських прав. Під час її вбивства Ліуццо перевозив учасників маршу за громадянські права, пов'язаних із Сельмою, до Монтгомері Марча.
- Загибель лідера NAACP Вернона Дамера старшого, 58 років, під час бомбардування 1966 року в Міссісіпі. У 1998 році колишній чарівник Ку-клукс-клану Семюель Бауерс був визнаний винним у його вбивстві та засуджений до довічного ув'язнення. Двох інших членів клану було звинувачено у співробітництві з Бауерсом, але один помер до суду, а звинувачення іншого було знято.
- У липні 1966 року в Богалусі, штат Луїзіана, оплоті діяльності клану, Кларенса Тріггза знайшли вбитим.
- Багаторазові вибухи в 1967 році в Джексоні, штат Міссісіпі, резиденції методистського активіста Роберта Кохтіцького, синагоги та резиденції рабина Перрі Нуссбаума. Їх здійснив член Клану Томас Альберт Таррантс III, який був засуджений у 1968 році. Того ж року в Меридіані було запобігно ще одному вибуху Клану.

### Опір
Серед негрів і білих союзників Клану був значний опір. У 1953 році видавці газет В. Хорас Картер (Табор-Сіті, штат Північна Кароліна), який проводив передвиборчу кампанію протягом трьох років, і Віллард Коул (Вайтвілл, штат Північна Кароліна) розділили Пулітцерівську премію за суспільну службу, посилаючись на «їхню успішну кампанію проти Ку-клукс-клану». що ведеться на їх власному порозі з ризиком економічних втрат і особистої небезпеки, завершившись засудженням понад ста членів клану та кінцем до тероризму в їхніх громадах". Під час інциденту 1958 року в Північній Кароліні Клан спалив хрести в будинках двох корінних американців Ламбі за спілкування з білими людьми та погрожував новими діями. Коли KKK провели неподалік нічний мітинг, їх швидко оточили сотні озброєних Ламбі. Відбувся обмін стріляниною, і Клан був розбитий у битві, яка стала відомою як битва при Хейз-Понд.
Хоча Федеральне бюро розслідувань (ФБР) платило інформаторам у Клані (наприклад, у Бірмінгемі на початку 1960-х), його відносини з місцевими правоохоронними органами та Кланом часто були неоднозначними. Глава ФБР, Дж. Едгар Гувер, здавалося, більше стурбований зв'язками комуністів з активістами громадянських прав, ніж контролем надмірів клану проти громадян. У 1964 році програма ФБР COINTELPRO почала спроби проникнути та підірвати групи громадянських прав.
Оскільки рішення Верховного суду 20-го століття розширили федеральний захист цивільних прав громадян, уряд відродив Закони про правозастосування та Закон про Клани з часів Реконструкції. Федеральні прокурори використовували ці закони як основу для розслідувань і висунення звинувачень у вбивствах Чейні, Гудмена і Швернера в 1964 році; і вбивство Віоли Ліуццо в 1965 році. Вони також були підставою для судового переслідування в 1991 році у справі Брей проти Олександрійської жіночої клініки.
У 1965 році Комітет Палати представників США з антиамериканської діяльності розпочав розслідування Клану, висвітливши його підставні організації, фінанси, методи та підрозділи.

### 1970-ті роки–дотепер

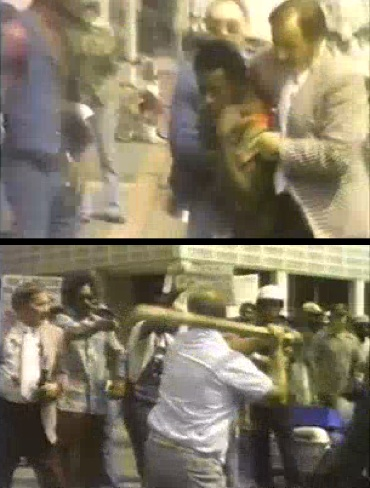
Насильство на марші кланів у Мобілі, штат Алабама, 1977 рік

Після прийняття федерального законодавства, яке забороняє юридичну сегрегацію та дозволяє захищати виборчі права, групи KKK почали виступати проти заборонених судом автобусів для десегрегації шкіл, позитивних дій та більш відкритої імміграції, дозволеної в 1960-х роках. У 1971 році члени KKK використали бомби, щоб знищити 10 шкільних автобусів у Понтіаку, штат Мічіган. До 1975 року були відомі групи KKK у більшості кампусів коледжів Луїзіани, а також в Університеті Вандербільта, Університеті Джорджії, Університеті Міссісіпі, Університеті Акрона та Університеті Південної Каліфорнії.
Розправа над протестувальниками Комуністичної робітничої партії
3 листопада 1979 року п'ятеро комуністичних протестувальників були вбиті членами KKK і американської нацистської партії в Грінсборо, штат Північна Кароліна, під час так званого масового вбивства в Грінсборо. Комуністична робітнича партія виступила спонсором мітингу проти клану, намагаючись об'єднати переважно чорних промислових робітників у цьому районі. Члени клану під'їхали зі зброєю в багажнику автомобіля та напали на учасників ходи.
Проникнення Джеррі Томпсона
Джеррі Томпсон, газетний репортер, який проник у KKK у 1979 році, повідомив, що зусилля ФБР COINTELPRO були дуже успішними. Конкуруючі фракції KKK звинувачували лідерів одна одної в тому, що вони є інформаторами ФБР. Виявилося, що Вільям Вілкінсон з Невидимої імперії, Лицарі Ку-клукс-клану, працював на ФБР.
Томпсон також розповів, що лідери KKK виявили велике занепокоєння з приводу серії цивільних позовів, поданих Юридичним центром бідності на півдні, вимагаючи відшкодування збитків на мільйони доларів. Вони були подані після того, як члени KKK стріляли в групу афроамериканців. Кланівці згорнули свою діяльність, щоб заощадити гроші на захист від судових процесів. KKK також використовував судові позови як інструменти; вони подали позов про наклеп, щоб запобігти публікації видання книги Томпсона в м'якій обкладинці, але не мали успіху.
Стрілянина в Чаттанузі
У 1980 році троє членів KKK застрелили чотирьох літніх чорношкірих жінок (Віолу Еллісон, Лелу Еванс, Опал Джексон і Кетрін Джонсон) у Чаттанузі, штат Теннессі, після мітингу ініціації KKK. Під час інциденту п'ята жінка, Фанні Крамсі, постраждала від розльоту скла. Звинувачення у замаху на вбивство були висунуті проти трьох членів KKK, двоє з яких — Білл Черч і Ларрі Пейн — були виправдані виключно білими присяжними. Третій підсудний, Маршалл Треш, був засуджений тими ж присяжними до дев'яти місяців за меншими звинуваченнями. Його звільнили через три місяці. У 1982 році журі присудило п'ятьом жінкам 535 000 доларів у цивільному процесі.
Самосуд Майкла Дональда
Після того, як Майкла Дональда самосудили в 1981 році в Алабамі, ФБР розслідувало його смерть. Справу вів прокурор США. Двоє місцевих членів ККК були засуджені за його вбивство, у тому числі Генрі Френсіс Хейс, який був засуджений до смертної кари. Після завершення апеляційного процесу Хейс був страчений на електричному стільці за смерть Дональда в Алабамі 6 червня 1997 р. Це був перший випадок з 1913 р., коли в Алабамі стратили білого чоловіка за злочин проти негра.
Завдяки підтримці адвокатів Морріса Діса з Південного центру права бідності (SPLC) і сенатора штату Майкла А. Фігурса, мати Дональда Беула Мей Дональд подала позов на KKK у цивільному суді в Алабамі. Її позов проти Об'єднаних кланів Америки розглядався в лютому 1987 року. Присяжні, у складі яких були лише білі, визнали Клан відповідальним за самосуд Дональда та зобов'язали Клан виплатити 7 мільйонів доларів США, але у KKK не було достатньо коштів сплатити штраф. Їм довелося продати будівлю національної штаб-квартири в Тускалузі.
Неонацистські альянси та Stormfront
У 1995 році Дон Блек і Хлоя Хардін, колишня дружина великого чарівника KKK Девіда Дюка, започаткували невелику систему дошок оголошень (BBS) під назвою Stormfront, яка стала відомим онлайн-форумом для білого націоналізму, неонацизму, расизму і антисемітизму на початку 21 століття.
У статті ADL 2007 року повідомлялося, що багато груп KKK утворили міцні альянси з іншими групами білих расистів, такими як неонацисти. Деякі групи KKK дедалі більше «нацифікувалися», приймаючи зовнішній вигляд і емблеми білих скінхедів.
Сучасні події
Сучасна ККК — це не одна організація; скоріше, він складається з невеликих незалежних підрозділів у Сполучених Штатах. Відповідно до звіту ADL за 1999 рік, орієнтовний розмір KKK на той час становив «не більше ніж кілька тисяч, організованих у трохи більше ніж 100 підрозділів». У 2017 році Юридичний центр бідності (SPLC), який стежить за екстремістськими групами, підрахував, що в Сполучених Штатах наразі діють щонайменше 29 окремих конкуруючих груп Кланів, які конкурують одна з одною за членство, внески, увагу ЗМІ та титул «справжнього спадкоємця Ку-клукс-клану». Утворення незалежних підрозділів ускладнило проникнення в групи KKK, і дослідникам важко оцінити їх кількість. Аналітики вважають, що близько двох третин членів KKK зосереджено на півдні Сполучених Штатів, а ще одна третина розташована переважно на нижньому Середньому Заході.
Деякий час чисельність Клану неухильно падала. Цей спад пояснюється недостатньою компетентністю Клану у використанні Інтернету, їхньою історією насильства, розповсюдженням конкуруючих груп ненависті та зменшенням кількості молодих расистських активістів, які взагалі бажають приєднуватися до груп.
У 2015 році кількість відділень KKK по всій країні зросла з 72 до 190. SPLC опублікував подібний звіт, у якому зазначено, що «відбулося значне збільшення кількості кланів, а також чорних сепаратистських груп».
Аналіз SPLC у 2016 році показав, що групи ненависті загалом зростають у Сполучених Штатах. У 2016 році ADL опублікував звіт, у якому зроблено висновок: «Незважаючи на постійну здатність привертати увагу ЗМІ, організовані групи Ку-клукс-клану фактично продовжують довгострокову тенденцію до занепаду. Вони залишаються сукупністю переважно невеликих, роз'єднаних груп, які постійно змінювати назву та керівництво».
Нещодавні кампанії KKK використовували занепокоєння людей щодо нелегальної імміграції, міської злочинності та одностатевих шлюбів. У 2006 році Дж. Кіт Акінс стверджував, що «література та пропаганда Клану є шалено гомофобною та заохочують насильство проти геїв та лесбійок … З кінця 1970-х років Клан усе більше зосереджує свій гнів на цій групі населення, яке раніше ігнорувалося». Клан також займався ісламофобною агітацією та розповсюджував антиісламські листівки.
Американський союз громадянських свобод (ACLU) надав юридичну підтримку різним фракціям KKK у захисті їхніх прав Першої поправки на проведення публічних мітингів, парадів і маршів, а також права висувати політичних кандидатів.
У тижневій газеті Лінден, штат Алабама, The Democrat-Reporter від 14 лютого 2019 року була опублікована редакційна стаття під назвою «Клану потрібно знову їздити», написана Гудло Саттоном — власником, видавцем і редактором газети — яка закликала Клан повернутися до влаштування своїх нічних прогуляннок, тому що лунали пропозиції щодо підвищення податків у державі. В інтерв'ю Саттон припустив, що Вашингтон, округ Колумбія, можна «очистити» шляхом самосуду. «Ми дістанемо конопляні мотузки, накинемо їх на високу кінцівку й повісимо їх усі», — сказала Саттон. Він також уточнив, що йдеться лише про повішених «соціалістів-комуністів» і порівняв «Клан» з НААКП. Редакційна стаття та наступні коментарі Саттона спровокували заклики до його відставки з боку політиків Алабами та Асоціації преси Алабами, які пізніше засудили Саттона та призупинили членство в газеті. Крім того, Школа комунікації Університету Південного Міссісіпі виключила Саттона, який є випускником цієї школи, із Залу слави масової комунікації та журналістики та «рішуче засудила» його зауваження. Саттона також позбавили видатної громадської журналістської нагороди, яку йому присудила в 2009 році Консультативна рада журналістики Обернського університету. Саттон не висловив жалю та сказав, що редакційна стаття мала бути «іронічною», але що «сьогодні мало хто розуміє іронію».
Поточні кланові організації
Список підтримується Лігою проти наклепу (ADL):
- Лицарі Байо з Ку-клукс-клану, поширені в Техасі, Оклахомі, Арканзасі, Луїзіані та інших районах півдня США
- Церква американських лицарів Ку-клукс-клану
- Імперські клани Америки
- Лицарі Білої Камелії
- Лицарі Ку-клукс-клану, очолювані національним директором і самозваним пастором Томасом Роббом, розташовані в Харрісоні та Зінці, Арканзас. Він стверджує, що є найбільшою організацією клану в Америці на сьогодні.
- Лояльні білі лицарі Ку-клукс-клану, група з Північної Кароліни, очолювана Віллом Квіґом, наразі вважається найбільшим осередком KKK.
- Білі лицарі Ку-клукс-клану.

## Структура ККК

Прапор клану

Була розроблена досить складна структура організації. Саме товариство отримало назву «Невидима імперія Півдня» (Invisible Empire of the South), голова — «Великий Чарівник» (Grand Wizard), при якому була рада з 10 «геніїв». Кожен штат — це «королівство», яким управляє «Великий дракон» і штаб з 8 «гідр». У кожному «королівстві» є «домени», на чолі «доменів» — «великі тирани» з помічниками («Фуріями»). «Домени» складаються з «провінцій», верховенство в яких у «Великих гігантів» і 4 «Домовиків». Були й інші посади: «Циклопи», «Великі волхви», «Великі скарбники», «Великі вартівники», «Великі турки» і т. д. У кожного були свої обов'язки. Рядові члени — «Вампіри». Ще був «Великий прапороносець», який зберігає і оберігає «Великий прапор», тобто регалії.
Попри цю складну систему, клан все одно був погано організований, хоча між локальними «печерами» й «доменами» була координація, все одно глобальної політики товариство не вело. Істотних розбіжностей між «печерами» й «доменами» не спостерігалося.

## Символи
За свою історію Ку-клукс-клан використовував різноманітні символи.

### Кривавий хрест
Найбільш впізнаваним символом, який використовувався Кланом протягом останнього століття, був Містичний знак члена клану, широко відомий як Кривавий Хрест, білий хрест на червоному диску з тим, що виглядає як крапля крові посередині. Вперше він був використаний на початку 1900-х років, при цьому символ у центрі спочатку виглядав як червоно-білий інь-ян, який у наступні роки втратив білу частину та був переосмислений як «крапля крові».

### Трикутний символ клану
Трикутний символ Ку-клукс-клану складається з того, що виглядає як трикутник усередині трикутника, схожий на трикутник Серпінського, але насправді представляє три літери Ks, з'єднані та звернені всередину, що вказує на назву групи. У варіанті цього символу літери K звернені назовні, а не всередину. Це старий символ клану, який також був відроджений як сучасний символ ненависті.

### Палаючий хрест

Кровавий хрест

Трикутний символ клану

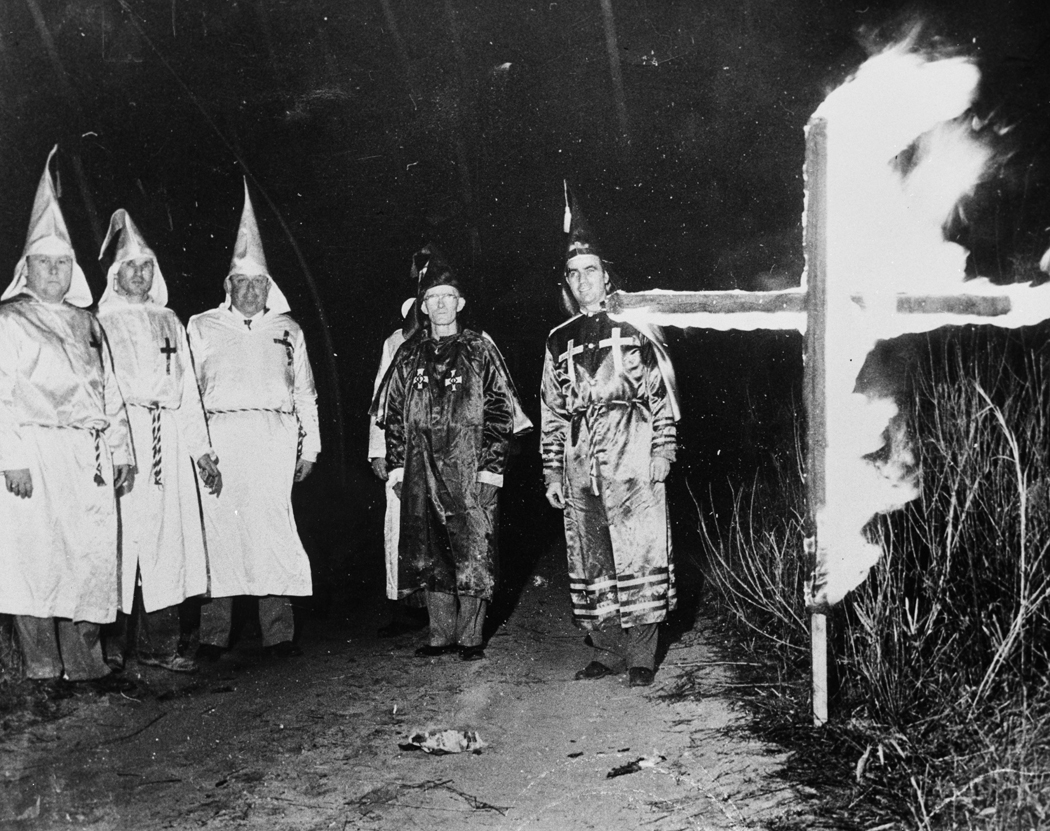
Спалення хреста в Ламбертоні, Північна Кароліна (1958)

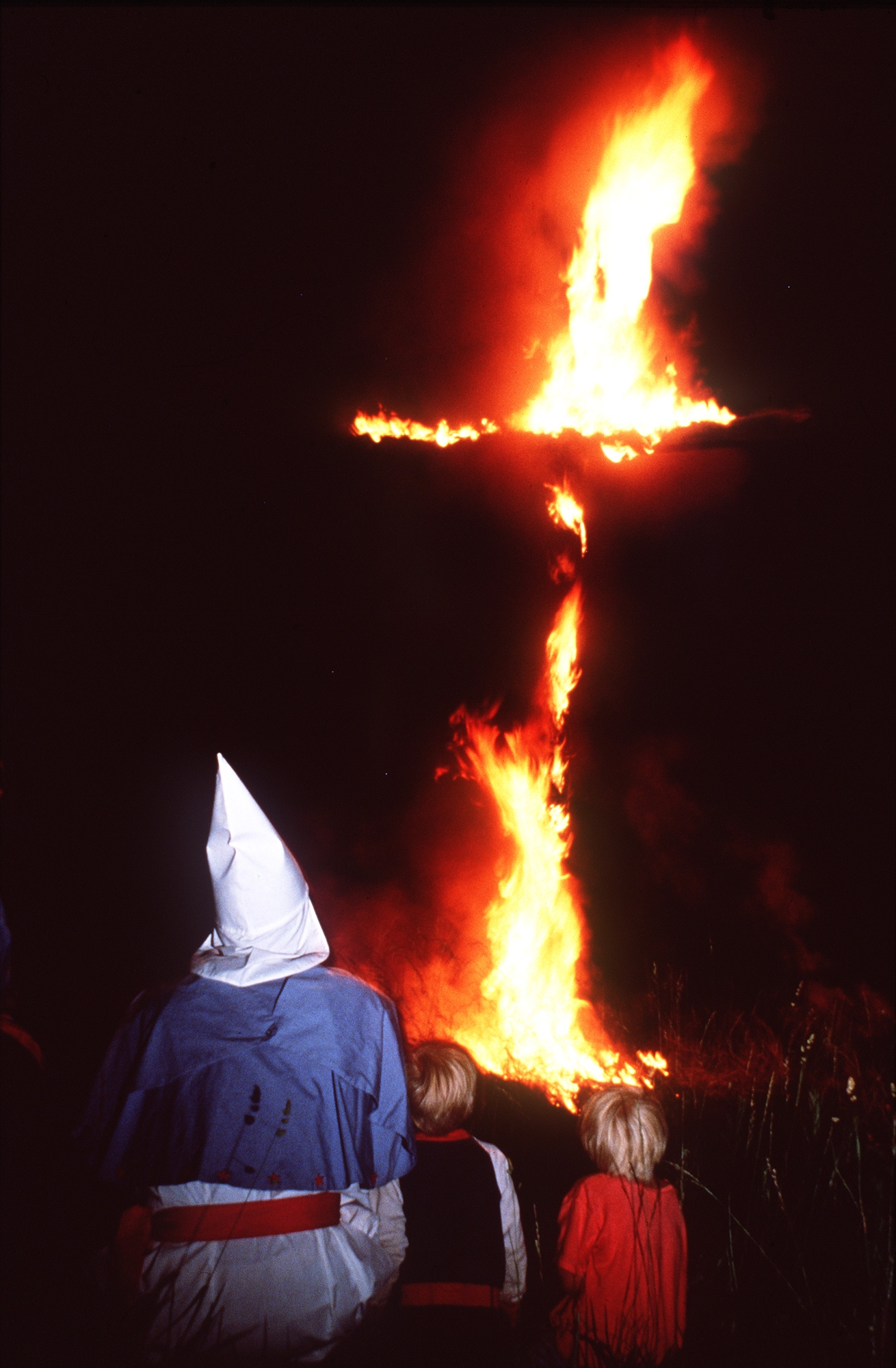
Палаючий хрест в Оук-Гілл, Огайо (1987)

Незважаючи на те, що символ палаючого хреста виник ще до Клану, у наш час символ палаючого хреста став майже виключно асоціюватися з Ку-клукс-кланом і став одним із найпотужніших символів в Сполучених Штатах. Палаючі хрести не стали асоціюватися з Кланом доти, доки фільм Томаса Діксона «Клановий» і його екранізація Д. У. Гріффіта «Народження нації» не надихнули членів другого клану взятися за цю практику. У наш час символ палаючого хреста настільки асоціюється з расовим залякуванням, що він використовується багатьма расистськими елементами, які не належать до Клану, і поширився на місця за межами Сполучених Штатів.

## Цікаві факти
- У А. Конан-Дойла в творі «П'ять зерняток апельсина» є відсилання до організації «ККК».
- «ККК» присвячена одна з серій мультфільму для дорослих «Південний парк».
- У фільмі «Форрест Гамп» головний герой згадує про те, що його назвали на честь Натана Форреста Бедфорда — генерала громадянської війни, який якимось чином є його родичем. Він описаний як ватажок людей, які «любили одягатися в білий одяг і накриватись простирадлами, навіть коней вони накривали білими простирадлами».
- У фільмі «Гарольд і Кумар: втеча з Гуантанамо» головні герої зустріли членів ККК у лісі.
- В опублікованому 1891 р. оповіданні Артура Конана Дойла про Шерлока Холмса «П'ять апельсинових зерняток» (англ. «The Five Orange Pips») йде мова про злочини членів Ку-клукс-клану.
- У відомому романі Маргарет Мітчелл «Віднесені вітром» розповідається про діяльність Ку-клукс-клану під час Реконструкції після Громадянської війни 1861—1865 р.р.
- У фільмі «Погані хлопці 2» головні герої зустрічають ККК під час виконання спеціального завдання.

У серіалі «Доктор Квін — лікарка» в одній із серій показано приклад діяльності ККК.